# Liste biblischer Personen/A
Diese Liste biblischer Personen führt Eigennamen von Personen auf, die in der Bibel vorkommen. Sie ist nach dem Alphabet auf mehrere Seiten aufgeteilt. Angegeben sind jene Bibelstellen, in denen die Person zuerst genannt wird. Namen von Orten, Bergen, Flüssen, Seen, Meeren, Inseln, Heiligtümern, Ländern, Völkern finden sich in der Liste geographischer und ethnographischer Bezeichnungen in der Bibel. 

## A
| Name (dt.)                             | Name (Urtext)                                                          | Bedeutung des Namens                                                                                   | Bibelstelle        | Person |
| -------------------------------------- | ---------------------------------------------------------------------- | --- | ------------------ | --- |
| Aaron                                  | אַהֲרֹן ʾahᵃrōn                                                           | unsicher siehe Aaron#Bedeutung                                                                         | Ex 4,14 u. ö.      | Priester, älterer Bruder des Mose |
| Abaddon                                | Ἀβαδδών abaddōn (hebräisch אֲבַדּוֹן ʾᵃḇaddōn)                             | „Vertilgung“, „Totenreich“, „Abgrund“                                                                  | Offb 9,11          | Engel des Abgrundes |
| Abagta                                 | אֲבַגְתָא ʾᵃḇagṯāʾ                                                         | evtl. „der Glückliche“                                                                                 | Est 1,10           | Kämmerer des Königs Ahasveros |
| Abda                                   | עַבְדָּא aḇdāʾ                                                             | „Sklave [Gottes]“, „Verehrer [Gottes]“                                                                 | 1 Kön 4,6          | Vater Adonirams |
| Abda                                   | עַבְדָּא aḇdāʾ                                                             | „Sklave [Gottes]“, „Verehrer [Gottes]“                                                                 | 1 Chr 9,16         | Sohn Schammuas, Levit |
| Abdeel                                 | עַבְדְּאֵל ʿaḇdəʾēl                                                         | „Sklave [Gottes]“, „Verehrer [Gottes]“                                                                 | Jer 36,26          | Vater Schelemjas |
| Abdi                                   | עַבְדִּי ʿaḇddî                                                            | „Sklave“, „Verehrer“                                                                                   | 1 Chr 6,29         | Vater Kischis, Sohn Malluchs |
| Abdi                                   | עַבְדִּי ʿaḇddî                                                            | „Sklave“, „Verehrer“                                                                                   | 2 Chr 29,12        | Vater Kischs |
| Abdi                                   | עַבְדִּי ʿaḇddî                                                            | „Sklave“, „Verehrer“                                                                                   | Esr 10,26          | Sohn Elams |
| Abdiël                                 | עַבְדִּיאֵל ʿaḇdîʾēl                                                        | „Sklave Gottes“, „Verehrer Gottes“                                                                     | 1 Chr 5,15         | Vater Ahis, Sohn Gunis, wohnhaft in Gilead |
| Abdon                                  | עַבְדּוֹן ʿaḇdōn                                                           | „Sklave“, „Verehrer“                                                                                   | Ri 12,13.15        | Abdon ben Hillel, Richter in Israel, Sohn Hillels                                                                                              |
| Abdon                                  | עַבְדּוֹן ʿaḇdōn                                                           | „Sklave“, „Verehrer“                                                                                   | 1 Chr 8,23         | Sohn Schaschaks, Benjaminit |
| Abdon                                  | עַבְדּוֹן ʿaḇdōn                                                           | „Sklave“, „Verehrer“                                                                                   | 1 Chr 8,30         | Sohn Jeïëls und Maachas |
| Abdon                                  | עַבְדּוֹן ʿaḇdōn                                                           | „Sklave“, „Verehrer“                                                                                   | 1 Chr 9,36         | Levit |
| Abdon                                  | עַבְדּוֹן ʿaḇdōn                                                           | „Sklave“, „Verehrer“                                                                                   | 2 Chr 34,20        | Beamter am Hof Joschijas |
| Abednego                               | עֲבֵד־נְגוֹ ʿᵃḇēd-nəgō, עֲבֵד נְגוֹא ᵃḇēd nəgōʾ                                | „Diener Nabus“                                                                                         | Dan 1,7 u. ö.      | babyl. Name Asarjas, Gefährte Daniels, Diener Nebukadnezars                                                                                    |
| Abel                                   | הֶבֶל hæḇæl                                                              | „Hauch“                                                                                                | Gen 4,2 u. ö.      | zweiter Sohn Adams und Evas, wurde von seinem Bruder Kain erschlagen                                                                           |
| Abi                                    | אָבִי ʾāḇî                                                               | „[mein] Vater [ist JHWH]“                                                                              | 2 Kön 18,2         | Ehefrau des Königs Ahas von Juda, Mutter Hiskijas von Juda                                                                                     |
| Abialbon                               | אֲבִי־עַלְבוֹן ʾᵃḇî-ʿalḇōn                                                  | vllt. „[mein] Vater überwindet“                                                                        | 2 Sam 23,31        | einer von Davids dreißig Helden, aus dem Stamm Benjamin                                                                                        |
| Abiasaf                                | אֲבִיאָסָף ʾᵃḇîʾāsāp̄                                                       | „[mein] Vater hat hinzugefügt“                                                                         | Ex 6,24            | dritter Sohn Korachs, Vater Assirs, Levit |
| Abida                                  | אֲבִידָע ʾᵃḇîdāʿ                                                          | „[mein] Vater hat erkannt“, „[mein] Vater kümmert sich“                                                | Gen 25,4 u. ö.     | Sohn Midians, Enkel Abrahams und Keturas |
| Abidan                                 | אֲבִידָן ʾᵃḇîdān                                                          | „[mein] Vater hat Recht verschafft“                                                                    | Num 1,11 u. ö.     | Sohn Gidonis, ein Benjaminiter |
| Abiël                                  | אֲבִיאֵל ʾᵃḇîʾēl                                                          | „[mein] Vater ist Gott“                                                                                | 1 Sam 9,1 u. ö.    | Vater Kischs, Sohn Zerors, Großvater Sauls |
| Abiël                                  | אֲבִיאֵל ʾᵃḇîʾēl                                                          | „[mein] Vater ist Gott“                                                                                | 1 Chr 11,32        | einer der dreißig Helden Davids |
| Abiëser                                | אָבִיעֶזֶר ʾāḇîʿæzær                                                       | „[mein] Vater hilft/hat geholfen“                                                                      | Jos 17,2 u. ö.     | Sohn Manasses |
| Abiëser                                | אָבִיעֶזֶר ʾāḇîʿæzær                                                       | „[mein] Vater hilft/hat geholfen“                                                                      | 2 Sam 23,27 u. ö.  | einer von Davids 30 Helden ein Anatotiter |
| Abiëser                                | אָבִיעֶזֶר ʾāḇîʿæzær                                                       | „[mein] Vater hilft/hat geholfen“                                                                      | 1 Chr 7,18         | Neffe Gileads, aus dem Stamm Manasse |
| Abigajil                               | אֲבִיגַיִל ʾᵃḇîgajil                                                       | „[mein] Vater jauchzt/freut sich“                                                                      | 1 Sam 25,3 u. ö.   | Ehefrau des Nabal, nach dessen Tod Ehefrau König Davids                                                                                        |
| Abigal                                 | אֲבִיגַיִל ʾᵃḇîgajil                                                       | „[mein] Vater jauchzt/freut sich“                                                                      | 1 Chr 2,16 u. ö.   | Schwester König Davids |
| Abigal                                 | אֲבִיגַיִל ʾᵃḇîgajil                                                       | „[mein] Vater jauchzt/freut sich“                                                                      | 2 Sam 17,25        | Tochter Nachas, Mutter Amasas, vllt. identisch mit der Schwester Davids                                                                        |
| Abihajil                               | אֲבִיהַיִל ʾᵃḇîhajil                                                       | unbekannt                                                                                              | 1 Chr 2,29         | Ehefrau des Abischur |
| Abihajil                               | אֲבִיהַיִל ʾᵃḇîhajil                                                       | unbekannt                                                                                              | 2 Chr 11,18        | Mutter Mahalats, der ersten Ehefrau des Königs Rehabeam von Juda                                                                               |
| Abihajil                               | אֲבִיחַיִל ʾᵃḇîḥajil                                                       | „[mein] Vater ist stark“                                                                               | Num 3,35           | Vater Zuriëls |
| Abihajil                               | אֲבִיחַיִל ʾᵃḇîḥajil                                                       | „[mein] Vater ist stark“                                                                               | 1 Chr 5,14         | Sohn Huris |
| Abihajil                               | אֲבִיחַיִל ʾᵃḇîḥajil                                                       | „[mein] Vater ist stark“                                                                               | Est 2,15 u. ö.     | Vater der Königin Ester |
| Abihu                                  | אֲבִיהוּא ʾᵃḇîhūʾ                                                         | „[mein] Vater ist er“                                                                                  | Ex 6,23 u. ö.      | Sohn Aarons und Elischebas, Priester |
| Abihud                                 | אֲבִיהוּד ʾᵃḇîhūd                                                         | „[mein] Vater ist Hoheit/Majestät/Pracht“                                                              | 1 Chr 8,3          | Sohn Belas |
| Abihud                                 | אֲבִיהוּד ʾᵃḇîhūd                                                         | „[mein] Vater ist Hoheit/Majestät/Pracht“                                                              | Mt 1,13            | Sohn Serubbabels |
| Abija                                  | אֲבִיָּהוּ ʾᵃḇijjāhū und אֲבִיָּה ʾᵃḇijjâ                                       | „[mein] Vater ist JHWH“                                                                                | 1 Kön 14,31 u. ö.  | König von Juda, Sohn Rehabeams von Juda |
| Abija                                  | אֲבִיָּה ʾᵃḇijjâ                                                           | „[mein] Vater ist JHWH“                                                                                | 1 Sam 8,2 u. ö.    | Sohn des Propheten Samuels |
| Abija                                  | אֲבִיָּה ʾᵃḇijjâ                                                           | „[mein] Vater ist JHWH“                                                                                | 1 Chr 24,10 u. ö.  | Priestergeschlecht, Levit |
| Abija                                  | אֲבִיָּה ʾᵃḇijjâ                                                           | „[mein] Vater ist JHWH“                                                                                | 1 Chr 7,8          | Benjaminit |
| Abija                                  | אֲבִיָּה ʾᵃḇijjâ                                                           | „[mein] Vater ist JHWH“                                                                                | 1 Kön 14,1         | Sohn König Jerobeams (als Kind gestorben) |
| Abija                                  | אֲבִיָּה ʾᵃḇijjâ                                                           | „[mein] Vater ist JHWH“                                                                                | 2 Chr 29,1         | Mutter Hiskijas |
| Abimaël                                | אֲבִימָאֵל ʾᵃḇîmāʾēl                                                       | „[mein] Vater ist Gott“                                                                                | Gen 10,28 u. ö.    | Sohn Joktans |
| Abimelech                              | אֲבִימֶלֶךְ ʾᵃḇîmælæḵ                                                       | „[mein] Vater ist König“                                                                               | Gen 20,2 u. ö.     | König von Gerar zur Zeit Abrahams und Isaaks                                                                                                   |
| Abimelech                              | אֲבִימֶלֶךְ ʾᵃḇîmælæḵ                                                       | „[mein] Vater ist König“                                                                               | Ri 8,31 u. ö.      | König von Sichem, Sohn Gideons |
| Abimelech                              | אֲבִימֶלֶךְ ʾᵃḇîmælæḵ                                                       | „[mein] Vater ist König“                                                                               | Ps 34,1            | Stadtkönig von Gat zur Zeit Davids |
| Abimelech                              | אֲבִימֶלֶךְ ʾᵃḇîmælæḵ                                                       | „[mein] Vater ist König“                                                                               | 1 Chr 1,16         | Sohn Abjatars, Priester, identisch mit Ahimelech, dem Sohn Abjatars                                                                            |
| Abinadab                               | אֲבִינָדָב ʾᵃḇînādāḇ                                                       | „[mein] Vater ist großzügig/einsatzbereit“                                                             | 1 Sam 7,1 u. ö.    | Vater Eleasars, wohnhaft in Kirjat-Jearim, bei ihm wurde die Bundeslade 20 Jahre lang aufbewahrt                                               |
| Abinadab                               | אֲבִינָדָב ʾᵃḇînādāḇ                                                       | „[mein] Vater ist großzügig/einsatzbereit“                                                             | 1 Sam 16,8 u. ö.   | zweiter Sohn Isais, Bruder König Davids |
| Abinadab                               | אֲבִינָדָב ʾᵃḇînādāḇ                                                       | „[mein] Vater ist großzügig/einsatzbereit“                                                             | 1 Sam 31,2 u. ö.   | Sohn König Sauls |
| Abinadab                               | אֲבִינָדָב ʾᵃḇînādāḇ                                                       | „[mein] Vater ist großzügig/einsatzbereit“                                                             | 1 Kön 4,11         | Vater eines Provinzgouverneurs Salomos |
| Abinoam                                | אָבִינֺעַם ʾāḇînōʿam                                                       | „[mein] Vater ist Lieblichkeit“                                                                        | Ri 4,6 u. ö.       | Vater Baraks |
| Abiram                                 | אֲבִירָם ʾᵃḇîrām                                                          | „[mein] Vater ist erhaben“                                                                             | Num 16,1 u. ö.     | Sohn Eliabs, gehörte zur Rotte Korach, welche sich gegen Mose auflehnten                                                                       |
| Abiram                                 | אֲבִירָם ʾᵃḇîrām                                                          | „[mein] Vater ist erhaben“                                                                             | 1 Kön 16,34        | erster Sohn Hiëls, starb beim Wiederaufbau Jerichos                                                                                            |
| Abischag                               | אָבִישַׁג ʾāḇîšag                                                          | vllt. „[mein] Vater ist Frieden/Vollkommenheit“                                                        | 1 Kön 1,3 u. ö.    | Dienerin König Davids aus Schunem |
| Abischai                               | אֲבִישַׁי ʾᵃḇîšaj                                                          | vllt. „[mein] Vater ist Frieden/Vollkommenheit“                                                        | 1 Sam 26,6 u. ö.   | Sohn Zerujas, Neffe König Davids, einer der 30 Helden Davids                                                                                   |
| Abischua                               | אָבִשׁוּעַ ʾāḇišūaʿ                                                         | „[mein] Vater ist großzügig“                                                                           | Esr 7,5 u. ö.      | Vater Bukis, Sohn des Pinhas aus dem Geschlecht Aarons                                                                                         |
| Abischua                               | אָבִשׁוּעַ ʾāḇišūaʿ                                                         | „[mein] Vater ist großzügig“                                                                           | 1 Chr 8,4          | Sohn Belas |
| Abischur                               | אֲבִישׁוּר ʾᵃḇišūr                                                         | „[mein] Vater schaut“                                                                                  | 1 Chr 2,28         | Sohn Schammais, Ehemann Abihajils, Vater Achbans und Molids                                                                                    |
| Abital                                 | אֲבִיטַל ʾᵃḇîṭal                                                          | „mein Vater ist Schutz“                                                                                | 2 Sam 3,4 u. ö.    | Mutter Schefatjas, Ehefrau des Königs David |
| Abitub                                 | אֲבִיטוּב ʾᵃḇîṭūḇ                                                         | „[mein] Vater ist gut“                                                                                 | 1 Chr 8,11         | Sohn Schaharajims und Huschims |
| Abjatar                                | אֶבְיָתָר ʾæḇjāṯār                                                         | „[mein] Vater hat Überfluss gegeben“, „[mein] Vater ist reich“                                         | 1 Sam 22,20 u. ö.  | Sohn Ahimelechs, Priester zur Zeit Davids |
| Abner                                  | אַבְנֵר ʾaḇnēr und אֲבִינֵר ʾᵃḇînēr                                          | „[mein] Vater ist Ner“                                                                                 | 1 Sam 14,50 u. ö.  | Sohn Ners, Heerführer unter König Saul |
| Abraham                                | אַבְרָהָם ʾaḇrāhām                                                         | „[mein] Vater ist hoch/erhaben“                                                                        | Gen 17,5 u. ö.     | Stammvater Israels, Sohn Nahors, Vater Isaaks                                                                                                  |
| Abram                                  | אַבְרָם ʾaḇrām                                                            | „[mein] Vater ist hoch/erhaben“                                                                        | Gen 11,26 u. ö.    | früherer Name Abrahams |
| Abschalom                              | אַבְשָׁלוֹם ʾaḇšālōm                                                        | „Vater ist Friede/Vollkommenheit“                                                                      | 2 Sam 3,3 u. ö.    | ein Sohn König Davids und Maachas, kämpfte gegen seinen Vater um die Königsherrschaft                                                          |
| Abschalom                              | אַבְשָׁלוֹם ʾaḇšālōm                                                        | „Vater ist Friede/Vollkommenheit“                                                                      | 2 Chr 11,20 f      | Vater von Rehabeams Frau Maacha |
| Achaikus                               | Ἀχαϊκός Achaïkós                                                       | „der auch Achaia“                                                                                      | 1 Kor 16,17        | griech. Christ aus Korinth, welcher Paulus besuchte                                                                                            |
| Achan                                  | עָכָן ʿāḵān                                                              | „geborgen“, „[Gott] hat geborgen“                                                                      | Jos 7,1 u. ö.      | Sohn Karmis, wegen persönlicher Bereicherung bei der Einnahme Jerichos gesteinigt                                                              |
| Achban                                 | אַחְבָּן ʾaḥbān                                                            | „der Bruder baut“                                                                                      | 1 Chr 2,29         | Sohn Abischurs und Abihajils |
| Achbor                                 | עַכְבּוֹר ʾaḵbōr                                                           | „Maus“                                                                                                 | Gen 36,38 u. ö.    | Vater König Baal-Hanans |
| Achbor                                 | עַכְבּוֹר ʾaḵbōr                                                           | „Maus“                                                                                                 | 2 Kön 22,12.14     | Sohn Michajas, Diener des Königs Joschija von Juda                                                                                             |
| Achbor                                 | עַכְבּוֹר ʾaḵbōr                                                           | „Maus“                                                                                                 | Jer 26,22 u. ö.    | Vater eines Beamten unter Jojakim |
| Achim                                  | Ἀχίμ Achím                                                             | „er macht fest“                                                                                        | Mt 1,14            | Sohn Zadoks, Vater Eliuds |
| Achisch                                | אָכִישׁ ʾāḵiš                                                             | vllt. „zürnen“                                                                                         | 1 Sam 21,11 u. ö.  | Philisterkönig von Gat zur Zeit Davids und Salomos                                                                                             |
| Achjan                                 | אַחְיָן ʾaḥjān                                                            | „Brüderchen“                                                                                           | 1 Chr 7,19         | Sohn Schemidas |
| Achjo                                  | אַחְיוֹ ʾaḥjō                                                             | „[mein] Bruder ist JHWH“ oder „Brüderchen“                                                             | 2 Sam 6,3 u. ö.    | Sohn Abinadabs, Lenker bei der Überführung der Lade nach Jerusalem                                                                             |
| Achjo                                  | אַחְיוֹ ʾaḥjō                                                             | „[mein] Bruder ist JHWH“ oder „Brüderchen“                                                             | 1 Chr 8,31 u. ö.   | Benjaminit |
| Achlai                                 | אַחְלַי ʾaḥlaj                                                            | „Bruder ist Gott“                                                                                      | 1 Chr 2,31         | Sohn Schechans |
| Achlai                                 | אַחְלַי ʾaḥlaj                                                            | „Bruder ist Gott“                                                                                      | 1 Chr 11,41        | Vater Sabads |
| Achrach                                | אַחְרַח ʾaḥraḥ                                                            | vllt. „Nachfolger des Bruders“                                                                         | 1 Chr 8,1          | dritter Sohn Benjamins |
| Achsa                                  | עַכְסָה ʿaḵsâ                                                             | „Fußspange“                                                                                            | Jos 15,16 u. ö.    | Tochter Kalebs, Ehefrau des Otniël |
| Achsai                                 | אַחְזַי ʾaḥzaj                                                            | „ergriffen hat JHWH“                                                                                   | Neh 11,13          | Sohn Meschillemots, Vater Asarels |
| Ada                                    | עָדָה ʿādâ                                                               | „[Gott] hat geschmückt“                                                                                | Gen 4,19 u. ö.     | Ehefrau des Lamech, Mutter Jabals und Jubals                                                                                                   |
| Ada                                    | עָדָה ʿādâ                                                               | „[Gott] hat geschmückt“                                                                                | Gen 36,2 u. ö.     | Ehefrau des Esau, Tochter Elons |
| Adaja                                  | עֲדָיָא ʿᵃdājāʾ                                                           | „JHWH hat geschmückt“                                                                                  | Neh 12,16          | Levit, identisch mit Iddo |
| Adaja                                  | עֲדָיָהוּ ʿᵃdājāhū                                                         | „JHWH hat geschmückt“                                                                                  | 2 Chr 23,1         | Vater Maasejas |
| Adaja                                  | עֲדָיָה ʿᵃdājâ                                                            | „JHWH hat geschmückt“                                                                                  | 1 Chr 6,26         | Sohn Etans, Vater Serachs, Nachkomme Levis |
| Adaja                                  | עֲדָיָה ʿᵃdājâ                                                            | „JHWH hat geschmückt“                                                                                  | 1 Chr 8,21         | Sohn Schimis, aus dem Stamm Benjamin |
| Adaja                                  | עֲדָיָה ʿᵃdājâ                                                            | „JHWH hat geschmückt“                                                                                  | 2 Kön 22,1         | Bewohner Bozkats, Vater Jedidas, Großvater des Königs Joschijas von Juda                                                                       |
| Adaja                                  | עֲדָיָה ʿᵃdājâ                                                            | „JHWH hat geschmückt“                                                                                  | Neh 11,5           | Sohn Jojaribs, Vater Hasajas |
| Adaja                                  | עֲדָיָה ʿᵃdājâ                                                            | „JHWH hat geschmückt“                                                                                  | Neh 11,12 u. ö.    | Priester, Sohn Jerohams |
| Adaja                                  | עֲדָיָה ʿᵃdājâ                                                            | „JHWH hat geschmückt“                                                                                  | 1 Chr 9,12         | Sohn Jerohams, Priester zur Zeit Nehemias |
| Adaja                                  | עֲדָיָה ʿᵃdājâ                                                            | „JHWH hat geschmückt“                                                                                  | Esr 10,29          | Priester, Sohn Banis |
| Adaja                                  | עֲדָיָה ʿᵃdājâ                                                            | „JHWH hat geschmückt“                                                                                  | Esr 10,39          | Priester, Sohn Binnuis |
| Adalja                                 | אֲדַלְיָא ʾᵃdaljāʾ                                                         | „Mann aus dem Westen“                                                                                  | Est 9,8            | Sohn Hamans |
| Adam                                   | אָדָם ʾādām                                                              | „Mensch“                                                                                               | Gen 4,25 u. ö.     | erster Mensch |
| Adbeel                                 | אַדְבְּאֵל ʾadbdəʾēl                                                        | „großzügig ist Gott“, „einsatzbereit ist Gott“                                                         | Gen 25,13 u. ö.    | Dritter Sohn Ismaels, Enkel Abrahams |
| Addar                                  | אַדָּר ʾaddār                                                             | „er verherrlicht“                                                                                      | 1 Chr 8,3          | Benjaminit, identisch mit Ard |
| Addi                                   | Ἀδδί Addí                                                              | vllt. „Ornament“                                                                                       | Lk 3,28            | Sohn Kosams, Vater Melchis im Stammbaum Josefs                                                                                                 |
| Adiël                                  | עֲדִיאֵל ʿᵃdîʾēl                                                          | „Schmuck Gottes“, „Gott möge schmücken“                                                                | 1 Chr 27,25        | Vater Asmawets |
| Adiël                                  | עֲדִיאֵל ʿᵃdîʾēl                                                          | „Schmuck Gottes“, „Gott möge schmücken“                                                                | 1 Chr 4,36         | Fürst aus dem Stamm Simeons zur Zeit des Königs Hiskija von Juda                                                                               |
| Adiël                                  | עֲדִיאֵל ʿᵃdîʾēl                                                          | „Schmuck Gottes“, „Gott möge schmücken“                                                                | 1 Chr 9,12         | Sohn Jachseras, Vater Masais |
| Adin                                   | עָדִין ʿādîn                                                             | „das üppige [Kind]“, „Wonne“                                                                           | Esr 2,15 u. ö.     | Stammvater einer Familie, welche zur Zeit Nehemias aus der babylonischen Gefangenschaft heimkehrten                                            |
| Adina                                  | עֲִדִינָא ʿᵃdînāʾ                                                          | „das üppige [Kind]“, „Wonne“                                                                           | 1 Chr 11,42        | Sohn Schisas, Hauptmann der Rubeniter zur Zeit König Davids                                                                                    |
| Adlai                                  | עַדְלַי ʿadlaj                                                            | „er handelt gerecht“ oder „Gartenkresse“                                                               | 1 Chr 27,29        | Vater Schafats, eines Beamten König Davids |
| Admata                                 | אַדְמָתָא ʾadmāṯāʾ                                                         | „unbesiegt“, „ungehemmt“                                                                               | Est 1,14           | Fürst unter König Ahasveros |
| Admin                                  | Ἀδμίν Admín                                                            | „ich lasse düngen“                                                                                     | Lk 3,33            | Sohn des Arni im Stammbaum Jesu, siehe Ram |
| Adna                                   | עַדְנָא ʿadnāʾ und עַדְנָה ʿadnâ                                             | „Wonne“                                                                                                | Esr 10,30 u. ö.    | Sohn Pahat-Moabs, welcher zur Zeit Esras aus der babylonischen Gefangenschaft heimkehrte                                                       |
| Adna                                   | עַדְנָא ʿadnāʾ und עַדְנָה ʿadnâ                                             | „Wonne“                                                                                                | 1 Chr 12,21        | Manassit zur Zeit Davids. |
| Adna                                   | עַדְנָא ʿadnāʾ und עַדְנָה ʿadnâ                                             | „Wonne“                                                                                                | 2 Chr 17,14        | Heerführer über 300.000 wehrfähige Männer unter König Joschafat von Juda                                                                       |
| Adnach                                 | עַדְנַח ʿadnaḥ                                                            | Schreibfehler von Adna                                                                                 | 1 Chr 12,21        | Heerführer über Tausendschaften aus dem Stamm Manasse, der sich zur Zeit König Sauls auf die Seite Davids schlug                               |
| Adoni-Besek                            | אֲדֹנִי־בֶזֶק ʾᵃdōnî-ḇæzæq                                                  | „Herr von Besek“                                                                                       | Ri 1,5–7           | Herrscher Kanaans zur Zeit der Landnahme |
| Adoni-Zedek                            | אֲדֹנִי־צֶדֶק ʾᵃdōnî-ṣædæq                                                  | „[mein] Herr ist Gerechtigkeit“                                                                        | Jos 10,1           | König Jerusalems zur Zeit der Landnahme |
| Adonija                                | אֲדֹנִיָּהוּ ʾᵃdōnijjāhū                                                     | „[mein/der] Herr ist JHWH“                                                                             | 2 Chr 17,8         | ein Levit zur Zeit des Königs Joschafat von Juda                                                                                               |
| Adonija                                | אֲדֹנִיָּהוּ ʾᵃdōnijjāhū und אֲדֹנִיָּה ʾᵃdōnijjâ                                 | „[mein/der] Herr ist JHWH“                                                                             | 2 Sam 3,4 u. ö.    | vierter Sohn König Davids, Sohn Haggits |
| Adonija                                | אֲדֹנִיָּה ʾᵃdōnijjâ                                                        | „[mein/der] Herr ist JHWH“                                                                             | Neh 10,17          | einer der Häupter Israels zur Zeit Nehemias nach der Rückkehr aus der babylonischen Gefangenschaft                                             |
| Adonikam                               | אֲדֹנִיקָם ʾᵃdōnîqām                                                       | „[mein] Herr ist aufgestanden“, „[mein] Herr erhebt sich“                                              | Esr 2,13 u. ö.     | einer der Rückkehrer aus der babylonischen Gefangenschaft zur Zeit Esras                                                                       |
| Adoniram                               | אֲדֹנִירָם ʾᵃdōnîrām und אֲדֹרָם ʾᵃdōrām                                      | „[mein] Herr ist hoch/erhaben“                                                                         | 2 Sam 20,24 u. ö.  | Beamter König Davids |
| Adram-Melech                           | אַדְרַמֶּלֶךְ ʾadrammælæḵ und אֲדַרְמֶלֶךְ ʾᵃdarmælæḵ                               | „(H)Adar ist König“                                                                                    | 2 Kön 17,31        | Gottheit der Sefarwiter |
| Adram-Melech                           | אַדְרַמֶּלֶךְ ʾadrammælæḵ und אֲדַרְמֶלֶךְ ʾᵃdarmælæḵ                               | „(H)Adar ist König“                                                                                    | 2 Kön 19,37 u. ö.  | Sohn Sanheribs, des Königs von Assur |
| Adriël                                 | עַדְרִיאֵל ʿadrîʾēl                                                        | „die Hilfe Gottes“                                                                                     | 1 Sam 18,19 u. ö.  | Mehalotiter, Ehemann Merabs, der Tochter König Sauls                                                                                           |
| Afiach                                 | אֲפִיחַ ʾᵃp̄îaḥ                                                            | fraglich, vllt. „Scheitel“, „mit [großem] Vorderkopf“ oder „ich lasse verbreiten“                      | 1 Sam 9,1          | Vater Bechorats, aus dem Stamm Benjamin |
| Agabus                                 | Ἅγαβος Ágabos                                                          | „Heuschrecke“                                                                                          | Apg 11,28          | Prophet aus Jerusalem zur Zeit des Apostels Paulus                                                                                             |
| Agag                                   | אֲגָג ʾᵃgāg                                                              | vllt. „ergrimmen, zürnen“, „brennen“ oder „gewalttätig“                                                | 1 Sam 15,8 u. ö.   | König der Amalekiter, welcher von König Saul besiegt wurde                                                                                     |
| Age                                    | אָגֵא ʾāgēʾ                                                              | vllt. „Kameldorn“ oder „Flüchtling“                                                                    | 2 Sam 23,11        | Vater Schammas, eines Helden König Davids |
| Agrippa                                | Ἀγρίππας Agríppas                                                      | „mit Schwierigkeiten geboren“ oder „fußkrank“                                                          | Apg 12,1           | Agrippa I., seit 37 n. Chr. König in Palästina, gest. 44 n. Chr.                                                                               |
| Agrippa                                | Ἀγρίππας Agríppas                                                      | „mit Schwierigkeiten geboren“ oder „fußkrank“                                                          | Apg 25,13          | Agrippa II., seit 50 n. Chr. Herrscher über Teile Palästinas                                                                                   |
| Agur                                   | אָגוּר ʾāgūr                                                             | „Sammler“ oder „er fürchtet“                                                                           | Spr 30,1           | Autor des 30. Kapitels der Sprüchesammlung |
| Ägypten (nur EU, sonst Mizrajim)       | מִצְרַיִם miṣrajim                                                         | unbekannt, hebräischer Name für Ägypten                                                                | Gen 10,6 u. ö.     | Sohn Kuschs, Enkel Noachs |
| Ahab                                   | אַחְאָב ʾaḥʾāḇ                                                            | „Bruder des Vaters“                                                                                    | 1 Kön 16,28 u. ö.  | Ahab, König von Israel, Sohn des Königs Omri von Israel                                                                                        |
| Ahab                                   | אַחְאָב ʾaḥʾāḇ                                                            | „Bruder des Vaters“                                                                                    | Jer 29,21          | Ahab, Sohn Kolajas, falscher Prophet |
| Aharhel                                | אֲחַרְחֵל ʾᵃḥarḥēl                                                         | unbekannt                                                                                              | 1 Chr 4,8          | Sohn Harums |
| Ahas                                   | אָחָז ʾāḥāz                                                              | „[JHWH] hat ergriffen“, „[JHWH] hält fest“                                                             | 2 Kön 15,38 Mt 1,9 | Ahas: König von Juda, Sohn des Königs Jotam von Juda                                                                                           |
| Ahas                                   | אָחָז ʾāḥāz                                                              | „[JHWH] hat ergriffen“, „[JHWH] hält fest“                                                             | 1 Chr 8,35         | Sohn Michas, Vater Joaddas, aus dem Stamm Benjamin                                                                                             |
| Ahasbai                                | אֲחַסְבַּי ʾᵃḥasbaj                                                         | „blühen“                                                                                               | 2 Sam 23,34        | Maachatiter, Vater Elifelets, einer der dreißig Helden König Davids                                                                            |
| Ahaschtari                             | אֲחַשְׁתָּרִי ʾᵃḥašṯārî                                                       | „Herrschaft“, „Reich“                                                                                  | 1 Chr 4,6          | Sohn Naaras, aus dem Stamm Juda, Gentilium |
| Ahasja                                 | אֲחַזְיָהוּ ʾᵃḥazjāhū und אֲחַזְיָה ʾᵃḥazjâ                                     | „JHWH hat ergriffen“, „JHWH hält fest“                                                                 | 1 Kön 22,40 u. ö.  | Ahasja, König von Israel Sohn des Königs Ahabs von Israel und Isebels                                                                          |
| Ahasja                                 | אֲחַזְיָהוּ ʾᵃḥazjāhū und אֲחַזְיָה ʾᵃḥazjâ                                     | „JHWH hat ergriffen“, „JHWH hält fest“                                                                 | 2 Kön 8,24 u. ö.   | Ahasja, König von Juda, Sohn des Königs Joram von Juda und Atalja                                                                              |
| Ahasveros                              | אֲחַשְׁוֵרוֹשׁ ʾᵃḥašwērōš                                                     | „Mann“, „Held“, „Prinz“, „oberster König“                                                              | Est 1,1 u. ö.      | persischer König Xerxes |
| Aher                                   | אַחֵר ʾaḥēr                                                              | „ein Anderer“, „Folgender, Zweiter“                                                                    | 1 Chr 7,12         | Vater Huschims, aus dem Stamm Benjamin |
| Ahi                                    | אֲחִי ʾᵃḥî                                                               | „mein Bruder [ist JHWH]“, „Brüderchen“                                                                 | 1 Chr 5,15         | Sohn Abdiels |
| Ahi                                    | אֲחִי ʾᵃḥî                                                               | „mein Bruder [ist JHWH]“, „Brüderchen“                                                                 | 1 Chr 7,34         | Sohn Schemers |
| Ahiam                                  | אֲחִיאָם ʾᵃḥîʾām                                                          | „Bruder der Mutter“                                                                                    | 2 Sam 23,33        | Sohn Scharars, einer der dreißig Helden König Davids                                                                                           |
| Ahiëser                                | אֲחִיעֶזֶר ʾᵃḥîʿæzær                                                       | „[mein] Bruder hilft“                                                                                  | Num 1,12           | Sohn Ammischaddais |
| Ahiëser                                | אֲחִיעֶזֶר ʾᵃḥîʿæzær                                                       | „[mein] Bruder hilft“                                                                                  | 1 Chr 12,3         | Sohn Schemaas aus Gibea, Held König Davids, aus dem Stamm Benjamin                                                                             |
| Ahihud                                 | אֲחִיהוּד ʾᵃḥîhūd                                                         | „[mein] Bruder ist Hoheit/Majestät/Pracht“                                                             | Num 34,27          | Sohn Schelomis, aus dem Stamm Ascher |
| Ahihud                                 | אֲַחִיחֻד ʾᵃḥîḥud                                                          | „[mein] Bruder ist Hoheit/Majestät/Pracht“                                                             | 1 Chr 8,7          | genannt im Stammbaum König Sauls |
| Ahija                                  | אֲחִיָּהוּ ʾᵃḥîjjāhū und אֲחִיָּה ʾᵃḥîjjâ                                       | „[mein] Bruder ist JHWH“                                                                               | 1 Kön 11,29 u. ö.  | Prophet aus Silo, zur Zeit König Salomos |
| Ahija                                  | אֲחִיָּה ʾᵃḥîjjâ                                                           | „[mein] Bruder ist JHWH“                                                                               | 1 Sam 14,3 u. ö.   | Priester zur Zeit König Sauls, Sohn Ahitubs |
| Ahija                                  | אֲחִיָּה ʾᵃḥîjjâ                                                           | „[mein] Bruder ist JHWH“                                                                               | 1 Kön 4,3          | Sohn Schischas, Schreiber und Beamter unter König Salomo                                                                                       |
| Ahija                                  | אֲחִיָּה ʾᵃḥîjjâ                                                           | „[mein] Bruder ist JHWH“                                                                               | 1 Kön 15,27 u. ö.  | Vater des Königs Bascha von Israel |
| Ahija                                  | אֲחִיָּה ʾᵃḥîjjâ                                                           | „[mein] Bruder ist JHWH“                                                                               | 1 Chr 8,7          | Sohn Ehuds, aus dem Stamm Benjamin |
| Ahija                                  | אֲחִיָּה ʾᵃḥîjjâ                                                           | „[mein] Bruder ist JHWH“                                                                               | 1 Chr 11,36        | Paluniter, Held König Davids |
| Ahija                                  | אֲחִיָּה ʾᵃḥîjjâ                                                           | „[mein] Bruder ist JHWH“                                                                               | Neh 10,27          | ein Oberhaupt des Volkes zur Zeit Nehemias |
| Ahija                                  | אֲחִיָּה ʾᵃḥîjjâ                                                           | „[mein] Bruder ist JHWH“                                                                               | 1 Chr 2,25 u. ö.   | Frau Jerachmeels |
| Ahikam                                 | אֲחִיקָם ʾᵃḥîqām                                                          | „[mein] Bruder ist aufgestanden“, „[mein] Bruder hat sich erhoben“                                     | 2 Kön 22,12 u. ö.  | Sohn Schafans, ein Untergebener des Königs Joschija von Juda                                                                                   |
| Ahilud                                 | אֲחִילוּד ʾᵃḥîlūd                                                         | „mein Bruder ist geboren“                                                                              | 2 Sam 8,16 u. ö.   | Vater Joschafats |
| Ahilud                                 | אֲחִילוּד ʾᵃḥîlūd                                                         | „mein Bruder ist geboren“                                                                              | 1 Kön 4,12         | Vater des Baana, möglicherweise identisch mit dem Vater Joschafats                                                                             |
| Ahimaaz                                | אֲחִימַעַץ ʾᵃḥîmāʿaṣ                                                       | „[mein] Bruder ist Rat“                                                                                | 1 Sam 14,50        | Vater Ahinoams, Schwiegervater König Sauls |
| Ahimaaz                                | אֲחִימַעַץ ʾᵃḥîmāʿaṣ                                                       | „[mein] Bruder ist Rat“                                                                                | 2 Sam 15,27 u. ö.  | Priester zur Zeit König Davids, Sohn Zadoks |
| Ahimaaz                                | אֲחִימַעַץ ʾᵃḥîmāʿaṣ                                                       | „[mein] Bruder ist Rat“                                                                                | 1 Kön 4,15         | Schwiegersohn König Salomos, Ehemann Basemats                                                                                                  |
| Ahiman                                 | אֲחִימַן ʾᵃḥîman                                                          | „[mein] Bruder ist ein Geschenk“ oder „[Gott] ist fürwahr Bruder“                                      | Num 13,22 u. ö.    | Sohn Anaks |
| Ahiman                                 | אֲחִימַן ʾᵃḥîman                                                          | „[mein] Bruder ist ein Geschenk“ oder „[Gott] ist fürwahr Bruder“                                      | 1 Chr 9,17         | Torhüter für die Lager der Leviten |
| Ahimelech                              | אֲחִימֶלֶךְ ʾᵃḥîmælæḵ                                                       | „[mein] Bruder ist König“                                                                              | 1 Sam 21,2 u. ö.   | Hohepriester in Nob zur Zeit Davids |
| Ahimelech                              | אֲחִימֶלֶךְ ʾᵃḥîmælæḵ                                                       | „[mein] Bruder ist König“                                                                              | 1 Sam 26,6         | Hethiter, Weggefährte Davids |
| Ahimelech                              | אֲחִימֶלֶךְ ʾᵃḥîmælæḵ                                                       | „[mein] Bruder ist König“                                                                              | 2 Sam 8,17 u. ö.   | Priester zur Zeit König Davids, Sohn Abjatars                                                                                                  |
| Ahimot                                 | אֲחִימוֹת ʾᵃḥîmōṯ                                                         | „[mein] Bruder ist König“                                                                              | 1 Chr 6,10         | Sohn Elkanas, Levit |
| Ahinadab                               | אֲחִינָדָב ʾᵃḥînādāḇ                                                       | „[mein] Bruder ist großzügig“, „[mein] Bruder ist einsatzbereit“                                       | 1 Kön 4,14         | Sohn Iddo, Beamter König Salomos |
| Ahinoam                                | אֲחִינֹעַם ʾᵃḥînōʿām                                                       | „[mein] Bruder ist Lieblichkeit“                                                                       | 1 Sam 14,50        | Tochter des Ahimaaz, Ehefrau des Königs Saul                                                                                                   |
| Ahinoam                                | אֲחִינֹעַם ʾᵃḥînōʿām                                                       | „[mein] Bruder ist Lieblichkeit“                                                                       | 1 Sam 25,43 u. ö.  | Ehefrau des Königs David aus Jesreel |
| Ahira                                  | אֲחִירַע ʾᵃḥîraʿ                                                          | „[mein] Bruder ist ein Freund/Stammverwandter“                                                         | Num 1,15 u. ö.     | Stammesfürst Naftalis, Sohn Enams |
| Ahiram                                 | אֲחִירָם ʾᵃḥîrām                                                          | „[mein] Bruder ist hoch/erhaben“                                                                       | Num 26,38          | dritter Sohn Benjamins |
| Ahisamach                              | אֲחִיסָמָךְ ʾᵃḥîsāmāḵ                                                       | „[mein] Bruder hat gestützt“, „[mein] Bruder hat geholfen“                                             | Ex 31,6 u. ö.      | Vater Oholiabs |
| Ahischahar                             | אֲחִישַׁחַר ʾᵃḥîšāḥar                                                       | „[mein] Bruder ist Morgenröte“                                                                         | 1 Chr 7,10         | Sohn Bilhans, aus dem Stamm Benjamin |
| Ahischar                               | אֲחִישָׁר ʾᵃḥîšār                                                          | „[mein] Bruder ist recht“, „[mein] Bruder ist gerade/geradlinig“                                       | 1 Kön 4,6          | Beamter König Salomos |
| Ahitofel                               | אֲחִיתֹפֶל ʾᵃḥîṯōp̄æl                                                       | Spottname: „Bruder der Dummheit“                                                                       | 2 Sam 15,12 u. ö.  | Ratgeber Davids |
| Ahitub                                 | אֲחִטוּב ʾᵃḥiṭūḇ und אָחִיטוּב ʾāḥîṭuḇ                                       | „[mein] Bruder ist gut“                                                                                | 1 Sam 14,3 u. ö.   | Vater Ahijas, Sohn des Pinhas, Enkel Elis |
| Ahitub                                 | אֲחִטוּב ʾᵃḥiṭūḇ und אָחִיטוּב ʾāḥîṭuḇ                                       | „[mein] Bruder ist gut“                                                                                | 1 Sam 22,9 u. ö.   | Vater Ahimelechs, des Priesters von Nob |
| Ahoach                                 | אֲחוֹחַ ʾᵃḥōaḥ                                                            | vllt. „brüderlich“                                                                                     | 1 Chr 8,4          | Sohn Belas, Enkel Benjamins |
| Ahumai                                 | אֲחוּמַי ʾᵃḥūmaj                                                          | „Bruder der Mutter“ oder „[mein] Bruder ist König“                                                     | 1 Chr 4,2          | Nachkomme Judas |
| Ahusam                                 | אֲחֻזָּם ʾᵃḥuzzam                                                          | „er hat ergriffen“, „er hat festgehalten“                                                              | 1 Chr 4,6          | Sohn Naaras, aus dem Stamm Juda |
| Ahusat                                 | אֲחֻזַּת ʾᵃḥuzzaṯ                                                          | „Besitz“                                                                                               | Gen 26,26          | Vertrauter Abimelechs |
| Aja                                    | אַיָּה ʾajjâ                                                              | „Geier“, „Schwarzer Milan“, „Falke“, „Bussare“, „Habicht“                                              | Gen 36,24 u. ö.    | Sohn Zibons |
| Aja                                    | אַיָּה ʾajjâ                                                              | „Geier“, „Schwarzer Milan“, „Falke“, „Bussare“, „Habicht“                                              | 2 Sam 3,7 u. ö.    | Vater Rizpas, Schwiegervater König Sauls |
| Akan                                   | עֲקָן ʿᵃqān                                                              | unbekannt                                                                                              | Gen 36,27          | Sohn Ezers, auch Jaakan |
| Akkub                                  | עַקּוּב ʿaqqūḇ                                                            | „der Beschützte“ oder „der Schützer“                                                                   | 1 Chr 3,24         | Sohn Eljoënais |
| Akkub                                  | עַקּוּב ʿaqqūḇ                                                            | „der Beschützte“ oder „der Schützer“                                                                   | Esr 2,42 u. ö.     | Levit, Vater von Rückkehrern aus der babylonischen Gefangenschaft zur Zeit Esras                                                               |
| Akkub                                  | עַקּוּב ʿaqqūḇ                                                            | „der Beschützte“ oder „der Schützer“                                                                   | Esr 2,45           | Tempelsklave, Vater von Rückkehrern aus der babylonischen Gefangenschaft zur Zeit Esras                                                        |
| Akkub                                  | עַקּוּב ʿaqqūḇ                                                            | „der Beschützte“ oder „der Schützer“                                                                   | Neh 8,7            | Levit zur Zeit Nehemias |
| Alemet                                 | עָלֶמֶת ʿālæmæṯ                                                           | „Wegzeichen, Wegmarke“ oder „junger Mann“                                                              | 1 Chr 7,8          | Sohn Bechers, aus dem Stamm Benjamin |
| Alemet                                 | עָלֶמֶת ʿālæmæṯ                                                           | „Wegzeichen, Wegmarke“ oder „junger Mann“                                                              | 1 Chr 8,36         | Sohn Joaddas, aus dem Stamm Benjamin |
| Alexander                              | Ἀλέξανδρος Aléxandros                                                  | „Männer verteidigend“, „Männer beschützend“                                                            | Mk 15,21           | Sohn Simons von Kyrene |
| Alexander                              | Ἀλέξανδρος Aléxandros                                                  | „Männer verteidigend“, „Männer beschützend“                                                            | Apg 4,6            | Hohepriester zur Zeit des Apostels Petrus |
| Alexander                              | Ἀλέξανδρος Aléxandros                                                  | „Männer verteidigend“, „Männer beschützend“                                                            | Apg 19,33          | Jude aus Ephesus |
| Alexander                              | Ἀλέξανδρος Aléxandros                                                  | „Männer verteidigend“, „Männer beschützend“                                                            | 1 Tim 1,20         | von Paulus geächteter Christ |
| Alexander                              | Ἀλέξανδρος Aléxandros                                                  | „Männer verteidigend“, „Männer beschützend“                                                            | 2 Tim 4,14         | Schmied zur Zeit des Paulus |
| Allon                                  | אַלּוֹן ʾllōn                                                             | „Eiche“                                                                                                | 1 Chr 4,37         | Vater Schifis, Sohn Jedajas, aus dem Stamm Simeon                                                                                              |
| Almodad                                | אַלְמֹודָד ʾalmōdād                                                        | vllt. „Gott ist Freund“                                                                                | Gen 10,26 u. ö.    | Erstgeborener Sohn Joktans |
| Alphäus                                | Ἀλφαῖος Alphaîos                                                       | vllt. „Gott hat ersetzt“                                                                               | Mt 10,3 u. ö.      | Vater des Jakobus |
| Alphäus                                | Ἀλφαῖος Alphaîos                                                       | vllt. „Gott hat ersetzt“                                                                               | Mk 2,14 u. ö.      | Vater des Zöllner Levi |
| Alwa                                   | עַלְוָה ʿalwâ und עַלְיָה ʿaljâ                                              | „hinaufsteigen“                                                                                        | Gen 36,40 u. ö.    | Häuptling, Nachkomme Esaus |
| Alwan                                  | עַלְוָן ʿalwān und עַלְיָן ʿaljān                                            | „hinaufsteigen“                                                                                        | Gen 36,23 u. ö.    | Sohn Schobals |
| Amal                                   | עָמָל ʿāmāl                                                              | „Gewinn“                                                                                               | 1 Chr 7,35         | Sohn Hotams |
| Amalek                                 | עֲמָלֵק ʿᵃmālēq                                                           | unbekannt                                                                                              | Gen 36,12          | Sohn Timnas und des Elifas |
| Amarja                                 | אֲמַרְיָהוּ ʾᵃmarāhū                                                        | „geredet hat JHWH“, „JHWH spricht“                                                                     | 2 Chr 19,11        | Hohepriester zur Zeit des Königs Joschafat von Juda                                                                                            |
| Amarja                                 | אֲמַרְיָהוּ ʾᵃmarāhū                                                        | „geredet hat JHWH“, „JHWH spricht“                                                                     | 2 Chr 31,15        | Levit zur Zeit des Königs Hiskija von Juda |
| Amarja                                 | אֲמַרְיָהוּ ʾᵃmarjāhū und אֲמַרְיָה ʾᵃmarjâ                                     | „geredet hat JHWH“, „JHWH spricht“                                                                     | 1 Chr 23,19 u. ö.  | Levit, zweiter Sohn Hebrons |
| Amarja                                 | אֲמַרְיָה ʾᵃmarjâ                                                          | „geredet hat JHWH“, „JHWH spricht“                                                                     | 1 Chr 5,33 u. ö.   | Levit, Sohn Merajots, Vater Ahitubs |
| Amarja                                 | אֲמַרְיָה ʾᵃmarjâ                                                          | „geredet hat JHWH“, „JHWH spricht“                                                                     | 1 Chr 5,37         | Levit, Sohn Asarjas, Vater Ahitubs |
| Amarja                                 | אֲמַרְיָה ʾᵃmarjâ                                                          | „geredet hat JHWH“, „JHWH spricht“                                                                     | Esr 10,42          | Sohn Banis |
| Amarja                                 | אֲמַרְיָה ʾᵃmarjâ                                                          | „geredet hat JHWH“, „JHWH spricht“                                                                     | Neh 10,4 u. ö.     | Unterzeichner einer Abmachung mit Nehemia |
| Amarja                                 | אֲמַרְיָה ʾᵃmarjâ                                                          | „geredet hat JHWH“, „JHWH spricht“                                                                     | Neh 11,4           | Vater Secharjas, Sohn Schefatjas, aus dem Stamm Juda                                                                                           |
| Amarja                                 | אֲמַרְיָה ʾᵃmarjâ                                                          | „geredet hat JHWH“, „JHWH spricht“                                                                     | Zef 1,1            | Sohn des Königs Hiskija von Juda, Vater Gedaljas                                                                                               |
| Amasa                                  | עֲמָשָׂא ʿᵃmāśāʾ                                                           | „[Gott] hat [schützend] getragen“                                                                      | 2 Sam 17,25 u. ö.  | Sohn Jeters und Abigals, Heerführer unter Abschalom                                                                                            |
| Amasa                                  | עֲמָשָׂא ʿᵃmāśāʾ                                                           | „[Gott] hat [schützend] getragen“                                                                      | 2 Chr 28,12        | Sohn Hadlais, aus dem Stamm Ephraim |
| Amasai                                 | עֲמָשָׂי ʿᵃmāśāj                                                           | „[Gott] hat [schützend] getragen“                                                                      | 1 Chr 6,10.20      | Levit, Sohn Elkanas, Vater Mahats |
| Amasai                                 | עֲמָשָׂי ʿᵃmāśāj                                                           | „[Gott] hat [schützend] getragen“                                                                      | 1 Chr 12,19        | erster der dreißig Helden Davids |
| Amasai                                 | עֲמָשָׂי ʿᵃmāśāj                                                           | „[Gott] hat [schützend] getragen“                                                                      | 1 Chr 15,24        | Levit, Trompetenbläser zur Zeit König Davids                                                                                                   |
| Amasai                                 | עֲמָשָׂי ʿᵃmāśāj                                                           | „[Gott] hat [schützend] getragen“                                                                      | 2 Chr 29,12        | Vatername eines Leviten |
| Amaschsai                              | עֲמַשְׁסַי ʿᵃmašsaj                                                         | verm. „[Gott] hat [schützend] getragen“                                                                | Neh 11,13          | Priester, Sohn Asarels |
| Amasja                                 | עֲמַסְיָה ʿᵃmasjâ                                                          | „JHWH hat getragen/geschützt“                                                                          | 2 Chr 17,16        | Heerführer über 200.000 zur Zeit des Königs Joschafat von Juda, Sohn Sichris                                                                   |
| Amazja                                 | אֲמַצְיָהוּ ʾᵃmaṣjāhū und אֲמַצְיָה ʾᵃmaṣjâ                                     | „stark erwiesen hat sich JHWH“                                                                         | 2 Kön 12,22 u. ö.  | Amazja, König von Juda, Sohn des Königs Joasch von Juda                                                                                        |
| Amazja                                 | אֲמַצְיָה ʾᵃmaṣjâ                                                          | „stark erwiesen hat sich JHWH“                                                                         | 1 Chr 4,34         | Vater Joschas, aus dem Stamm Simeon |
| Amazja                                 | אֲמַצְיָה ʾᵃmaṣjâ                                                          | „stark erwiesen hat sich JHWH“                                                                         | 1 Chr 6,30         | levitischer Sänger, Sohn Hilkijas, Vater Haschabjas                                                                                            |
| Amazja                                 | אֲמַצְיָה ʾᵃmaṣjâ                                                          | „stark erwiesen hat sich JHWH“                                                                         | Am 7,10 u. ö.      | Priester in Bet-El zur Zeit des Königs Jerobeam II. von Israel                                                                                 |
| Ami                                    | אָמִי ʾāmî                                                               | verm. „feststehen“, „treu“, „beständig“                                                                | Esr 2,57           | Heimkehrer aus Babylon, siehe Amon |
| Amittai                                | אֲמִתַּי ʾᵃmittaj                                                          | „Beständigkeit“, „Festigkeit“, „Wahrheit“, „Treue“                                                     | 2 Kön 14,25        | Vater des Propheten Jona, aus Gat-Hefer |
| Ammi                                   | עַמִּי ʿammî                                                              | „mein Volk“                                                                                            | Hos 2,3            | Neuer prophetischer Name von Hoseas Sohn Lo-Ammi                                                                                               |
| Ammiël                                 | עַמִּיאֵל ʿammîʾēl                                                         | „[mein] Vaterbruder ist Gott“                                                                          | Num 13,12          | Kundschafter, Sohn Gemallis, aus dem Stamm Dan                                                                                                 |
| Ammiël                                 | עַמִּיאֵל ʿammîʾēl                                                         | „[mein] Vaterbruder ist Gott“                                                                          | 2 Sam 9,4 u. ö.    | Vater Machirs |
| Ammiël                                 | עַמִּיאֵל ʿammîʾēl                                                         | „[mein] Vaterbruder ist Gott“                                                                          | 1 Chr 26,5         | Levit, sechster Sohn Obed-Edoms, Torhüter |
| Ammiël                                 | עַמִּיאֵל ʿammîʾēl                                                         | „[mein] Vaterbruder ist Gott“                                                                          | 1 Chr 3,5          | Vater von Batseba |
| Ammihud                                | עַמִּיהוּד ʿammîhūd                                                        | „[mein] Vaterbruder ist Hoheit/Majestät/Pracht“                                                        | Num 1,10           | Vater Elischamas |
| Ammihud                                | עַמִּיהוּד ʿammîhūd                                                        | „[mein] Vaterbruder ist Hoheit/Majestät/Pracht“                                                        | Num 34,20          | Vater Schemuëls, aus dem Stamm Simeon |
| Ammihud                                | עַמִּיהוּד ʿammîhūd                                                        | „[mein] Vaterbruder ist Hoheit/Majestät/Pracht“                                                        | Num 34,28          | Vater Pedahels, aus dem Stamm Naftali |
| Ammihud                                | עַמִּיהוּד ʿammîhūd                                                        | „[mein] Vaterbruder ist Hoheit/Majestät/Pracht“                                                        | 2 Sam 13,37        | Vater Talmais, dem König von Geschur |
| Ammihud                                | עַמִּיהוּד ʿammîhūd                                                        | „[mein] Vaterbruder ist Hoheit/Majestät/Pracht“                                                        | 1 Chr 9,4          | Sohn Omris, Vater Utais, aus dem Stamm Juda |
| Amminadab                              | עַמִּינָדָב ʿammînādāḇ                                                      | „[mein] Vaterbruder ist es, der sich freigebig gezeigt hat“                                            | Ex 6,23 u. ö.      | Amminadab, Vater Nachschons und Elischebas, Schwiegervater Aarons                                                                              |
| Amminadab                              | עַמִּינָדָב ʿammînādāḇ                                                      | „[mein] Vaterbruder ist es, der sich freigebig gezeigt hat“                                            | Num 1,7 u. ö.      | Vater Nachschons, aus dem Stamm Juda |
| Amminadab                              | עַמִּינָדָב ʿammînādāḇ                                                      | „[mein] Vaterbruder ist es, der sich freigebig gezeigt hat“                                            | 1 Chr 6,23         | Levit, Sohn Kehats, Vater Korachs1 Chr 6,7 ; auch Jizhar genannt                                                                               |
| Amminadab                              | עַמִּינָדָב ʿammînādāḇ                                                      | „[mein] Vaterbruder ist es, der sich freigebig gezeigt hat“                                            | 1 Chr 15,10 f      | Levit, Sohn Usiëls |
| Amminadib                              | עַמִּי־נָדִיב ʿammî-nādîḇ                                                   | „[mein] Vaterbruder ist es, der sich freigebig gezeigt hat“                                            | Hld 6,12           | Eigentümer von Streitwagen |
| Ammischaddai                           | עַמִּישַׁדַּי ʿammîšaddaj                                                     | „[mein] Verwandter ist Schaddai“                                                                       | Num 1,12 u. ö.     | Vater Ahiësers, aus dem Stamm Dan |
| Ammisabad                              | עַמִּיזָבָד ʿammîzāḇād                                                      | „[der/mein] Vaterbruder ist es, der geschenkt hat“                                                     | 1 Chr 27,6         | Sohn Benajas |
| Amnon                                  | אַמְנוֹן ʾamnōn und אַמְנֹן ʾamnōn                                           | „feststehen“, „treu“, „beständig“                                                                      | 2 Sam 3,2 u. ö.    | Amnon, erster Sohn Davids und Ahinoams |
| Amnon                                  | אַמְנוֹן ʾamnōn und אַמְנֹן ʾamnōn                                           | „feststehen“, „treu“, „beständig“                                                                      | 1 Chr 4,20         | erster Sohn Schimons |
| Amok                                   | עָמוֹק ʿāmōq                                                             | „[Gott] ist tief“, „[Gott] ist weise/geschickt“                                                        | Neh 12,7.20        | Priester zur Zeit Jeschuas, Heimkehrer aus der babylonischen Gefangenschaft                                                                    |
| Amon                                   | אָמוֹן ʾāmōn und אָמֹן ʾāmōn                                               | „feststehen“, „treu“, „beständig“                                                                      | 1 Kön 22,26 u. ö.  | Stadthauptmann von Samaria zur Zeit des Königs Ahab von Israel                                                                                 |
| Amon                                   | אָמוֹן ʾāmōn und אָמֹן ʾāmōn                                               | „feststehen“, „treu“, „beständig“                                                                      | 2 Kön 21,18 u. ö.  | Amon, König von Juda, Sohn des Königs Manasse von Juda und Meschullemets                                                                       |
| Amon                                   | אָמוֹן ʾāmōn und אָמֹן ʾāmōn                                               | „feststehen“, „treu“, „beständig“                                                                      | Neh 7,59           | Heimkehrer aus der babylonischen Gefangenschaft                                                                                                |
| Amon                                   | אָמוֹן ʾāmōn und אָמֹן ʾāmōn                                               | „feststehen“, „treu“, „beständig“                                                                      | Esr 2,57           | Heimkehrer aus der babylonischen Gefangenschaft, Nachkomme eines Sklaven König Salomos                                                         |
| Amon                                   | אָמוֹן ʾāmōn und אָמֹן ʾāmōn                                               | „der Verborgene“                                                                                       | Jer 46,25          | Amon zu No, eine ägyptische Gottheit |
| Amos                                   | עָמוֹס ʿāmōs                                                             | „[Gott] hat getragen“                                                                                  | Am 1,1 u. ö.       | Amos, Prophet zur Zeit des Königs Usijas von Juda, Schafzüchter von Tekoa                                                                      |
| Amos                                   | עָמוֹס ʿāmōs                                                             | „[Gott] hat getragen“                                                                                  | Lk 3,25            | Vater Mattitjas, Sohn Nahums, Vorfahre Jesu |
| Amoz                                   | אָמוֹץ ʾāmōṣ                                                             | „stark erwiesen hat sich [JHWH]“                                                                       | 2 Kön 19,2 u. ö.   | Vater des Propheten Jesaja |
| Ampliatus                              | Ἀμπλιᾶτος Ampliâtos                                                    | „vergrößern“                                                                                           | Röm 16,8           | Christ der Gemeinde in Rom |
| Amrafel                                | אַמְרָפֶל ʾamrāp̄æl                                                         | unbekannt                                                                                              | Gen 14,1           | König von Schinar zur Zeit Abrahams |
| Amram                                  | עַמְרָם ʿamrām                                                            | „Vaterbruder ist hoch/erhaben/tot“                                                                     | Ex 6,18 u. ö.      | Sohn Kehats, Ehemann Jochebeds, Vater Aarons und des Mose                                                                                      |
| Amram                                  | עַמְרָם ʿamrām                                                            | „Vaterbruder ist hoch/erhaben/tot“                                                                     | Esr 10,34          | Sohn Bigwais, Priester und Heimkehrer aus der babylonischen Gefangenschaft                                                                     |
| Amzi                                   | אַמְצִי ʾamṣî                                                             | „stark erwiesen hat sich [JHWH]“                                                                       | 1 Chr 6,31         | Levit, Sohn Hilkijas, Vater Banis |
| Amzi                                   | אַמְצִי ʾamṣî                                                             | „stark erwiesen hat sich [JHWH]“                                                                       | Neh 11,12          | Sohn Pelaljas, Vater Secharjas |
| Ana                                    | עֲנָה ʿᵃnâ                                                               | „[Gott] hat geantwortet“                                                                               | Gen 36,2 u. ö.     | Schwiegervater Esaus, Vater Oholibamas, Sohn des Horiters Zibon                                                                                |
| Ana                                    | עֲנָה ʿᵃnâ                                                               | „[Gott] hat geantwortet“                                                                               | Gen 36,20          | Sohn Seïrs |
| Anaja                                  | עֲנָיָה ʿᵃnājâ                                                            | „geantwortet hat JHWH“                                                                                 | Neh 8,4            | Zeuge der Gesetzesverlesung Esras |
| Anaja                                  | עֲנָיָה ʿᵃnājâ                                                            | „geantwortet hat JHWH“                                                                                 | Neh 10,23          | Volksoberhaupt zur Zeit Esras |
| Anak                                   | עֲנָק ʿᵃnåk und עֲנוֹק ʿᵃnōk                                               | „Halskettenleute“ oder „Langnackige“                                                                   | Num 13,22 u. ö.    | Stammvater der Anakiter, Sohn Arbas |
| Anammelech                             | עֲנַמֶּלֶךְ ʿᵃnammælæḵ                                                       | „Die Anat des Milku“ oder „Anu ist König“                                                              | 2 Kön 17,31        | eine Gottheit eines Volkes von Sefarwajim |
| Anan                                   | עָנָן ʿānån                                                              | „[Gott] erscheint“, „er brummt“ oder „Wolke“                                                           | Neh 10,27          | Oberer des Volkes Israel zur Zeit Nehemias |
| Ananeja (nur EU und GNB, sonst Ananja) | עֲנָנְיָה ʿᵃnānəjâ                                                         | „JHWH ist erschienen“ oder „JHWH hat mich erhört“                                                      | Neh 3,23           | Vater Maasejas |
| Anani                                  | עֲנַנִי ʿᵃnanî                                                            | „[Gott] erscheint“, „er brummt“, „Wolke“ oder „er hat mich erhört“                                     | 1 Chr 3,24         | Sohn Eljoënais, Nachkomme König Davids |
| Ananja                                 | עֲנָנְיָה ʿᵃnānəjâ                                                         | „JHWH ist erschienen“ oder „JHWH hat mich erhört“                                                      | Neh 3,23           | alternative Schreibweise von Ananeja |
| Anat                                   | עֲנָת ʿᵃnåṯ                                                              | unbekannt, vllt. im Zusammenhang mit „Gewalt“                                                          | Ri 3,31            | Vater Schamgars, eines Richters über Israel, möglicherweise handelt es sich auch um einen Militärtitel.                                        |
| Anatot                                 | עֲנָתֹות ʿᵃnāṯōṯ                                                          | unsicher, vllt. „Gewalt“ s. o. Anat                                                                    | 1 Chr 7,8          | ein Sohn Bechers, aus dem Stamm Benjamin |
| Anatot                                 | עֲנָתֹות ʿᵃnāṯōṯ                                                          | unsicher, vllt. „Gewalt“ s. o. Anat                                                                    | Neh 10,20          | Volksoberhaupt |
| Andreas                                | Ἀνδρέας Andréas                                                        | „Mann“, „männlich/mannhaft“                                                                            | Mt 4,18 u. ö.      | einer der zwölf Apostel, Bruder von Simon Petrus                                                                                               |
| Andronikus                             | Ἀνδρόνικος Andrónikos                                                  | „Männerbesieger“                                                                                       | Röm 16,7           | Christ aus Rom |
| Äneas                                  | Αἰνέας Ainéas                                                          | unbekannt                                                                                              | Apg 9,33 f         | Gelähmter aus Lydda, der geheilt wird |
| Aner                                   | עָנֵר ʿānēr                                                              | unbekannt                                                                                              | Gen 14,13.24       | Amoriter von Hebron zur Zeit Abrams |
| Aniam                                  | אֲנִיעָם ʾᵃnîʿām                                                          | „Ich bin Volk“, „Ich bin Kriegsvolk“, „Ich bin Laie“                                                   | 1 Chr 7,19         | Sohn Schemidas aus dem Stamm Manasse |
| Antipas                                | Ἀντιπᾶς Antipâs                                                        | „anstelle des Vaters“, „Stellvertreter des Vaters“, „Ebenbild des Vaters“                              | Mt 14,1 u. ö.      | Herodes Antipas, in der Bibel lediglich Herodes genannt                                                                                        |
| Antipas                                | Ἀντιπᾶς Antipâs                                                        | „anstelle des Vaters“, „Stellvertreter des Vaters“, „Ebenbild des Vaters“                              | Offb 2,13          | Antipas, Christ aus Pergamon |
| Antotija                               | עַנְתֹתִיָּה ʾanṯōṯijjâ                                                      | Textfehler zu Anatot                                                                                   | 1 Chr 8,24         | Mann aus dem Stamm Benjamin |
| Anub                                   | עָנוּב ʾānūḇ                                                             | „der Befestigte/Verbundene“ oder „der Üppige [mit reichem Haarwuchs]“                                  | 1 Chr 4,8          | Sohn des Koz |
| Apelles                                | Ἀπελλῆς Apellēs                                                        | „dem Apollon zugehörig“                                                                                | Röm 16,10          | Christ aus Rom |
| Apollos                                | Ἀπολλῶς Apollōs                                                        | „dem Apollon gehörig“                                                                                  | Apg 18,24 u. ö.    | Jude und Christ aus Alexandria |
| Apollyon                               | Ἀπολλύων Apollyōn                                                      | „Verderber“                                                                                            | Offb 9,11          | griechischer Name für Abaddon |
| Appajim                                | אַפַּיִם ʾappajim                                                          | „Nase“, „Zorn“                                                                                         | 1 Chr 2,30         | Sohn Nadabs, Vater Jischis |
| Apphia                                 | Ἀπφία Apphía                                                           | „die Fruchtbare“                                                                                       | Phlm 1,2           | Christin zur Zeit des Paulus, auch Aphia und Appia                                                                                             |
| Aquila                                 | Ἀκύλας Akylas                                                          | „Adler“                                                                                                | Apg 18,2 u. ö.     | Jude und Christ aus Korinth, Mann Priszillas                                                                                                   |
| Ara                                    | אֲרָא ʾᵃrāʾ                                                              | unbekannt                                                                                              | 1 Chr 7,38         | Sohn Jeters |
| Arach                                  | אָרַח ʾāraḥ                                                              | „Stier“                                                                                                | 1 Chr 7,39         | Sohn Ullas |
| Arach                                  | אָרַח ʾāraḥ                                                              | „Stier“                                                                                                | Esr 2,5 u. ö.      | ein Stammvater der Heimkehrer aus der babylonischen Gefangenschaft                                                                             |
| Arad                                   | עֲרָד ʿᵃrād                                                              | „Wildesel“                                                                                             | 1 Chr 8,15         | Mann aus dem Stamm Benjamin |
| Aram                                   | אֲרָם ʾᵃrām                                                              | unsicher                                                                                               | Gen 10,22 u. ö.    | Aram, Sohn Sems, Stammvater der Aramäer |
| Aram                                   | אֲרָם ʾᵃrām                                                              | unsicher                                                                                               | Gen 22,21          | Nachkomme Kemuëls, des Sohnes Nahors |
| Aram                                   | אֲרָם ʾᵃrām                                                              | unsicher                                                                                               | 1 Chr 7,34         | Sohn Schemers |
| Aram                                   | אֲרָם ʾᵃrām                                                              | unsicher                                                                                               | Mt 1,3             | Sohn Hezrons, siehe Ram |
| Aran                                   | אֲרָן ʾᵃrān                                                              | unsicher                                                                                               | Gen 36,28 u. ö.    | Sohn Dischans, ein Nachkomme Esaus |
| Arauna                                 | אֲרַוְנָה ʾᵃrawnâ                                                          | „frei“, „adelig“                                                                                       | 2 Sam 24,16        | Jebusiter zur Zeit des Königs Davids |
| Arba                                   | אַרְבַּע ʾarbaʿ                                                            | „vier“                                                                                                 | Jos 14,15 u. ö.    | größter Mensch der Anakiter, vormals Namensgeber der Stadt Hebron                                                                              |
| Archelaus                              | Ἀρχέλαος Archêlaos                                                     | „Herrscher des Volkes“                                                                                 | Mt 2,22            | Sohn Herodes des Großen |
| Archippus                              | Ἄρχιππος Árchippos                                                     | „Herr über die Pferde“                                                                                 | Kol 4,17 u. ö.     | Christ aus Kolossä |
| Ard                                    | אַרְדְּ ʾard                                                               | unklar                                                                                                 | Gen 46,21 u. ö.    | Stammvater der Arditer, Sohn oder Enkel Benjamins                                                                                              |
| Ardon                                  | אַרְדּוֹן ʾardōn                                                           | unklar                                                                                                 | 1 Chr 2,18         | Sohn Kalebs und Asubas |
| Areli                                  | אַרְאֵלִי ʾarʾēlî                                                          | vllt. „Held“                                                                                           | Gen 46,16          | Sohn Gads, Stammvater der Areliter |
| Aretas                                 | Ἀρέτας Arétas                                                          | unklar                                                                                                 | 2 Kor 11,32        | Aretas IV., nabatäischer König, Schwiegervater des Herodes Antipas                                                                             |
| Argob                                  | אַרְגֹּב ʾargōḇ                                                            | „Erdhaufen“                                                                                            | 2 Kön 15,25        | Person zur Zeit König Pekachjas von Israel |
| Aridai                                 | אֲרִדַי ʾᵃridaj                                                           | „der Glanz des Aryan“, „wie ein Arier aussehend“                                                       | Est 9,9            | Sohn Hamans |
| Aridata                                | אֲרִידָתָא ʾᵃrîdāṯāʾ                                                       | „Hari hat gegeben“                                                                                     | Est 9,8            | Sohn Hamans |
| Ariël                                  | אֲרִיאֵל ʾᵃrîʾʾl                                                          | „Führer“, „Held“                                                                                       | Esr 8,16           | Oberst des Volkes zur Zeit Esras |
| Arisai                                 | אֲרִיסַי ʾᵃrîsaj                                                          | „der unter den Ariern wohnende“                                                                        | Est 9,9            | Sohn Hamans |
| Aristarch                              | Ἀρίσταρχος Arístarchos                                                 | „bester Herrscher“                                                                                     | Apg 19,29 u. ö.    | aus Mazedonien, Begleiter des Apostels Paulus                                                                                                  |
| Aristobul                              | Ἀριστόβουλος Aristóbulos                                               | „der im Rat Ausgezeichnete“                                                                            | Röm 16,10          | Christ aus Rom |
| Arje                                   | אַרְיֵה ʾarjê                                                             | „Löwe“                                                                                                 | 2 Kön 15,25        | Person zur Zeit des Königs Pekachja von Israel                                                                                                 |
| Arjoch (auch Arioch)                   | אַרְיוֹךְ ʾarjōḵ                                                           | unbekannt                                                                                              | Gen 14,1.9         | König von Ellasar zur Zeit Abrahams |
| Arjoch (auch Arioch)                   | אַרְיוֹךְ ʾarjōḵ                                                           | unbekannt                                                                                              | Dan 2,14 u. ö.     | Oberster der Leibwache König Nebukadnezars |
| Armoni                                 | אַרְמֹנִי ʾarmōnî                                                          | „[im] Palast [geboren]“                                                                                | 2 Sam 21,8         | Sohn König Sauls und Rizpas |
| Arnan                                  | אַרְנָן ʾarnån                                                            | unsicher                                                                                               | 1 Chr 3,21         | Sohn Hananjas, Nachkomme Serubbabels |
| Arni                                   | Ἀρνί Arní                                                              | unsicher                                                                                               | Lk 3,33            | im Stammbaum Jesu |
| Arod                                   | אֲרוֹד ʾᵃrōd und אֲרוֹדִי ʾᵃrōdî                                            | umstritten                                                                                             | Gen 46,16 u. ö.    | Sohn Gads |
| Arpachschad                            | אַרְפַּכְשַׁד ʾarpaḵšad                                                       | vllt. „Gebiet der Chaldäer“ oder „eiserne Hand der Chaldäer“                                           | Gen 10,22 u. ö.    | Sohn Sems, Enkel Noachs, Vater Schelachs |
| Artaxerxes                             | אַרְתַּחְשַׁשְׂתָּא ʾartaḥšaśtāʾ, אַרְתַּחְשַׁשְׂתְּא ʾartaḥšaśtəʾ und אַרְתַּחְשַׁסְתְּא ʾartaḥšastəʾ | „der ein Reich der Gerechtigkeit hat“                                                                  | Esr 4,7 u. ö.      | König von Persien |
| Artemas                                | Ἀρτεμᾶς Artemâs                                                        | vllt. „frisch/gesund“                                                                                  | Tit 3,12           | Christ zur Zeit des Apostels Paulus |
| Artemis                                | Ἄρτεμις Ártemis                                                        | unsicher, vllt. „Schlachter/Metzger“                                                                   | Apg 19,24          | römische Göttin |
| Arza                                   | אַרְצָא ʾarṣāṣā                                                           | „Holzwurm“                                                                                             | 1 Kön 16,9         | Hofmeister zur Zeit König Elas von Israel |
| Asa                                    | אָסָא ʾāsāʾ                                                              | „[Gott] hat gesammelt“ oder „[Gott] hat geheilt“                                                       | 1 Kön 15,8 u. ö.   | Asa. König von Juda, Sohn des Königs Abija von Juda, Vater des Königs Joschafat von Juda                                                       |
| Asa                                    | אָסָא ʾāsāʾ                                                              | „[Gott] hat gesammelt“ oder „[Gott] hat geheilt“                                                       | 1 Chr 9,16         | Sohn Elkanas, Vater Berechjas, Levit |
| Asaël                                  | עֲשָׂהאֵל ʿᵃśāhʾēl                                                         | „Gott hat gemacht“, „Gott hat gehandelt“                                                               | 2 Sam 2,18 u. ö.   | Sohn Zerujas, Neffe König Davids, einer der dreißig Helden Davids                                                                              |
| Asaël                                  | עֲשָׂהאֵל ʿᵃśāhʾēl                                                         | „Gott hat gemacht“, „Gott hat gehandelt“                                                               | 2 Chr 17,8         | Levit unter König Joschafat von Juda |
| Asaël                                  | עֲשָׂהאֵל ʿᵃśāhʾēl                                                         | „Gott hat gemacht“, „Gott hat gehandelt“                                                               | 2 Chr 31,13        | Aufseher unter Konanja zur Zeit König Hiskijas von Juda                                                                                        |
| Asaël                                  | עֲשָׂהאֵל ʿᵃśāhʾēl                                                         | „Gott hat gemacht“, „Gott hat gehandelt“                                                               | Esr 10,15          | Sohn Jonatans |
| Asaf                                   | אָסָף ʾāsāp̄                                                              | „[Gott] hat gesammelt“                                                                                 | 2 Kön 18,18 u. ö.  | Vater Joachs |
| Asaf                                   | אָסָף ʾāsāp̄                                                              | „[Gott] hat gesammelt“                                                                                 | 1 Chr 6,24 u. ö.   | Asaf, Sohn Berechjas, levitischer Sänger zur Zeit König Davids                                                                                 |
| Asaf                                   | אָסָף ʾāsāp̄                                                              | „[Gott] hat gesammelt“                                                                                 | Neh 2,8 u. ö.      | oberster Aufseher über die Wälder des Königs Artaxerxes I.                                                                                     |
| Asaja                                  | עֲשָׂיָה ʿᵃśājâ                                                            | „JHWH hat gemacht“, „JHWH hat gehandelt“                                                               | 2 Kön 22,12 u. ö.  | Kämmerer des Königs Joschija von Juda |
| Asaja                                  | עֲשָׂיָה ʿᵃśājâ                                                            | „JHWH hat gemacht“, „JHWH hat gehandelt“                                                               | 1 Chr 4,36         | Fürst aus dem Stamm Simeon zur Zeit des Königs Hiskija von Juda                                                                                |
| Asaja                                  | עֲשָׂיָה ʿᵃśājâ                                                            | „JHWH hat gemacht“, „JHWH hat gehandelt“                                                               | 1 Chr 6,15 u. ö.   | Levit, Sohn Haggijas |
| Asaja                                  | עֲשָׂיָה ʿᵃśājâ                                                            | „JHWH hat gemacht“, „JHWH hat gehandelt“                                                               | 1 Chr 9,5          | Schelanit, welcher ins entvölkerte Jerusalem zog, nach der babylonischen Gefangennahme Judas                                                   |
| Asan                                   | עַזָּן ʿazzān                                                             | „er ist stark“, „stark“                                                                                | Num 34,26          | Vater Paltiëls, aus dem Stamm Issachar |
| Asanja                                 | אֲזַנְיָה ʾᵃzanjâ                                                          | „JHWH hört“                                                                                            | Neh 10,10          | Levit, Vater Jeschuas |
| Asarel                                 | אֲשַׂרְאֵל ʾᵃśarʾēl                                                         | „Freude ist Gott“                                                                                      | 1 Chr 4,16         | Sohn Jehallelels, aus dem Stamm Juda |
| Asarel                                 | עֲזַרְאֵל ʿᵃzarʾēl                                                         | „geholfen hat Gott“                                                                                    | 1 Chr 12,7         | Mitkämpfer Davids zur Zeit König Sauls |
| Asarel                                 | עֲזַרְאֵל ʿᵃzarʾēl                                                         | „geholfen hat Gott“                                                                                    | 1 Chr 25,18        | Levit zur Zeit König Davids |
| Asarel                                 | עֲזַרְאֵל ʿᵃzarʾēl                                                         | „geholfen hat Gott“                                                                                    | 1 Chr 27,22        | Fürst im Stamm Dan zur Zeit König Davids |
| Asarel                                 | עֲזַרְאֵל ʿᵃzarʾēl                                                         | „geholfen hat Gott“                                                                                    | Esr 10,41          | Mann zur Zeit Esras, welcher die Mischehe mit einer Ausländerin aufgab                                                                         |
| Asarel                                 | עֲזַרְאֵל ʿᵃzarʾēl                                                         | „geholfen hat Gott“                                                                                    | Neh 11,13 u. ö.    | Sohn Achsais, Vater Amaschsais |
| Asarela                                | אֲשַׂרְאֵלָה ʾᵃśarʾēlâ                                                       | „Freude ist Gott“                                                                                      | 1 Chr 25,2         | Sohn Asafs, Sänger zur Zeit König Davids |
| Asarhaddon                             | אֵסַר־חַדֹּן ʾasar-ḥaddōn und אֵסַר חַדֹּן ʾasar ḥaddōn                          | „Assur hat einen Bruder gegeben“                                                                       | 2 Kön 19,37 u. ö.  | König von Assyrien, Sohn Sanheribs |
| Asarja                                 | עֲזַרְיָהוּ ʿᵃzarʾjāhū                                                      | „JHWH hat geholfen“                                                                                    | 1 Kön 4,2          | Sohn Zadoks, Priester zur Zeit König Salomos (I)                                                                                               |
| Asarja                                 | עֲזַרְיָהוּ ʿᵃzarʾjāhū                                                      | „JHWH hat geholfen“                                                                                    | 2 Chr 21,2         | Sohn des Königs Joschafat von Juda, Bruder des Königs Joram von Juda (XII)                                                                     |
| Asarja                                 | עֲזַרְיָהוּ ʿᵃzarʾjāhū                                                      | „JHWH hat geholfen“                                                                                    | 2 Chr 15,1         | Prophet zur Zeit des Königs Asa von Juda (XI)                                                                                                  |
| Asarja                                 | עֲזַרְיָהוּ ʿᵃzarʾjāhū                                                      | „JHWH hat geholfen“                                                                                    | 2 Chr 23,1         | Sohn Jerohams, Hauptmann über hundert zur Zeit der Königin Atalja von Juda (XIII)                                                              |
| Asarja                                 | עֲזַרְיָהוּ ʿᵃzarʾjāhū                                                      | „JHWH hat geholfen“                                                                                    | 2 Chr 26,17        | Priester zur Zeit des Königs Usija von Juda (XV)                                                                                               |
| Asarja                                 | עֲזַרְיָהוּ ʿᵃzarʾjāhū                                                      | „JHWH hat geholfen“                                                                                    | 2 Chr 28,12        | Sohn Johanans, Fürst des Stammes Ephraim zur Zeit des Königs Ahas von Juda (XVI)                                                               |
| Asarja                                 | עֲזַרְיָהוּ ʿᵃzarʾjāhū                                                      | „JHWH hat geholfen“                                                                                    | 2 Chr 29,12        | Vater Joels, aus der Familie Kehat, Levit zur Zeit des Königs Hiskija von Juda (XVII)                                                          |
| Asarja                                 | עֲזַרְיָהוּ ʿᵃzarʾjāhū und עֲזַרְיָה ʿᵃzarʾjâ                                   | „JHWH hat geholfen“                                                                                    | 2 Kön 14,21 u. ö.  | Asarja, König von Juda, auch Usija genannt (III)                                                                                               |
| Asarja                                 | עֲזַרְיָה ʿᵃzarʾjâ                                                         | „JHWH hat geholfen“                                                                                    | 2 Chr 31,10        | Priester zur Zeit des Königs Hiskija von Juda (XIX)                                                                                            |
| Asarja                                 | עֲזַרְיָה ʿᵃzarʾjâ                                                         | „JHWH hat geholfen“                                                                                    | 1 Kön 4,5          | Sohn Natans, Vorsteher der „Amtleute“ zur Zeit König Salomos (II)                                                                              |
| Asarja                                 | עֲזַרְיָה ʿᵃzarʾjâ                                                         | „JHWH hat geholfen“                                                                                    | 1 Chr 2,8          | Sohn Etans, aus dem Stamm Juda (IV) |
| Asarja                                 | עֲזַרְיָה ʿᵃzarʾjâ                                                         | „JHWH hat geholfen“                                                                                    | 1 Chr 2,38         | Sohn Jehus, Vater des Helez, aus dem Stamm Juda (V)                                                                                            |
| Asarja                                 | עֲזַרְיָה ʿᵃzarʾjâ                                                         | „JHWH hat geholfen“                                                                                    | 1 Chr 5,35         | Levit, Sohn des Ahimaaz, Vater Johanans (VI)                                                                                                   |
| Asarja                                 | עֲזַרְיָה ʿᵃzarʾjâ                                                         | „JHWH hat geholfen“                                                                                    | 1 Chr 5,36         | Sohn Johanans, Priester (VII) |
| Asarja                                 | עֲזַרְיָה ʿᵃzarʾjâ                                                         | „JHWH hat geholfen“                                                                                    | 1 Chr 5,39         | Sohn Hilkijas, Vater Serajas (VIII) |
| Asarja                                 | עֲזַרְיָה ʿᵃzarʾjâ                                                         | „JHWH hat geholfen“                                                                                    | 1 Chr 6,21         | levitischer Sänger, Sohn Zefanjas, Vater Joels (IX)                                                                                            |
| Asarja                                 | עֲזַרְיָה ʿᵃzarʾjâ                                                         | „JHWH hat geholfen“                                                                                    | 1 Chr 9,11         | Sohn Hilkijas, Priester, welcher ins entvölkerte Jerusalem zog, nach der babylonischen Gefangennahme Judas (X), eventuell mit (VIII) identisch |
| Asarja                                 | עֲזַרְיָה ʿᵃzarʾjâ                                                         | „JHWH hat geholfen“                                                                                    | 2 Chr 23,1         | Sohn Obeds, Hauptmann über hundert zur Zeit der Königin Atalja von Juda (XIV)                                                                  |
| Asarja                                 | עֲזַרְיָה ʿᵃzarʾjâ                                                         | „JHWH hat geholfen“                                                                                    | 2 Chr 29,12        | Sohn Jehallelels, Levit zur Zeit des Königs Hiskija von Juda (XVIII)                                                                           |
| Asarja                                 | עֲזַרְיָה ʿᵃzarʾjâ                                                         | „JHWH hat geholfen“                                                                                    | Esr 7,3            | Sohn Merajots, Vater Amarjas, aus dem Stammbaum Esras (XX)                                                                                     |
| Asarja                                 | עֲזַרְיָה ʿᵃzarʾjâ                                                         | „JHWH hat geholfen“                                                                                    | Neh 3,23           | Sohn Maasejas, an der Errichtung der Stadtmauer Jerusalems beteiligt (XXI)                                                                     |
| Asarja                                 | עֲזַרְיָה ʿᵃzarʾjâ                                                         | „JHWH hat geholfen“                                                                                    | Neh 7,7            | Rückkehrer aus der babylonischen Gefangenschaft (XXII), möglicherweise mit dem vorigen (XXI) identisch                                         |
| Asarja                                 | עֲזַרְיָה ʿᵃzarʾjâ                                                         | „JHWH hat geholfen“                                                                                    | Neh 8,7            | Levit zur Zeit Esras (XXIII) |
| Asarja                                 | עֲזַרְיָה ʿᵃzarʾjâ                                                         | „JHWH hat geholfen“                                                                                    | Neh 10,3           | Unterzeichner eines neuen Bundes unter Nehemia (XXIV)                                                                                          |
| Asarja                                 | עֲזַרְיָה ʿᵃzarʾjâ                                                         | „JHWH hat geholfen“                                                                                    | Jer 42,1           | Sohn Hoschajas, Hauptmann des Heeres zur Zeit des Propheten Jeremia (XXV)                                                                      |
| Asarja                                 | עֲזַרְיָה ʿᵃzarʾjâ                                                         | „JHWH hat geholfen“                                                                                    | Dan 1,6 u. ö.      | ein Begleiter Daniels, ihm wurde der Name Abed-Nego gegeben (XXVI)                                                                             |
| Asas                                   | עָזָז ʿᵃāzāz                                                             | „[Gott] hat sich als stark erwiesen“                                                                   | 1 Chr 5,8          | Sohn Schemas, Vater Belas, aus dem Stamm Ruben                                                                                                 |
| Asasel                                 | עֲזָאזֵל ʿᵃzāʾzēl                                                         | umstritten                                                                                             | Lev 16,8           | Name einer dämonischen Gestalt |
| Asasja                                 | עֲזַזְיָהוּ ʿᵃzazjāhū                                                       | „JHWH hat sich als stark erwiesen“                                                                     | 1 Chr 27,20        | Vater Hoscheas |
| Asasja                                 | עֲזַזְיָהוּ ʿᵃzazjāhū                                                       | „JHWH hat sich als stark erwiesen“                                                                     | 2 Chr 31,13        | Aufseher zur Zeit des Königs Hiskija von Juda                                                                                                  |
| Asbuk                                  | עַזְבּוּק ʿazbūq                                                           | vllt. „Buq ist stark“                                                                                  | Neh 3,16           | Vater Nehemjas |
| Aschbel                                | אַשְׁבֵּל ʾašbēl                                                            | vllt. „Mann Baals“ oder „Baal belohnt“                                                                 | Gen 46,21 u. ö.    | Sohn Benjamins, Stammvater der Aschbeliter |
| Ascher                                 | אָשֵׁר ʾāšēr                                                              | vllt. „glücklich“ oder „Ašir“                                                                          | Gen 30,13 u. ö.    | Sohn Jakobs und Silpas, Magd Leas, auch Asser                                                                                                  |
| Aschera                                | אֲשֵׁרוֹת ʾᵃšērōṯ                                                          | vllt. „[heiliger] Ort“                                                                                 | Ri 3,7 u. ö.       | kanaanitische Göttin |
| Aschhur                                | אַשְׁחוּר ʾašḥūr                                                           | umstritten                                                                                             | 1 Chr 2,24 u. ö.   | Sohn Kalebs, Vater Tekoas |
| Aschima                                | אֲשִׁימָא ʾᵃšîmāʾ                                                          | unbekannt                                                                                              | 2 Kön 17,30        | Gottheit in Hamat |
| Aschkenas                              | אַשְׁכְּנַז ʾaškənaz, אַשְׁכֲּנַז ʾaškᵃnaz                                         | umstritten                                                                                             | Gen 10,3 u. ö.     | Sohn Gomers, Urenkel Noachs, auch Askenas |
| Aschpenas                              | אַשְׁפְּנַז ʾašpənaz                                                         | „Palastvorsteher“                                                                                      | Dan 1,3            | ein Kämmerer des Königs Nebukadnezar, zur Zeit des Propheten Daniel, möglicherweise ein Titel                                                  |
| Aschwat                                | עַשְׁוָת ʿašwåt                                                            | vllt. „geplant“ oder „schwachsichtig“                                                                  | 1 Chr 7,33         | Sohn Jaflets, aus dem Stamm Ascher |
| Asenappar                              | אָסְנַפַּר ʾāsənappar                                                       | vllt. „Assur ist Versorger“                                                                            | Esr 4,10           | König von Assur, zur Zeit des Propheten Esra                                                                                                   |
| Asenat                                 | אָסְנַת ʾāsənat                                                           | „Sie gehört der Neith“                                                                                 | Gen 41,45 u. ö.    | Ehefrau des Josef, Tochter Potiferas, des ägyptischen Priesters zu On                                                                          |
| Asgad                                  | עַזְגָּד ʿazgåd                                                            | „Gad ist stark“                                                                                        | Esr 2,12 u. ö.     | Stammvater von Rückkehrern aus der babylonischen Gefangenschaft                                                                                |
| Asiël                                  | עֲשִׂיאֵל ʿᵃśîʾēl                                                          | „Gott handelt“, „Gott wird/möge handeln“                                                               | 1 Chr 4,35         | Vater Serajas, aus dem Stamm Simeon |
| Asisa                                  | עֲזִיזָא ʿᵃzîzāʾ                                                          | „der Kräftige“                                                                                         | Esr 10,27          | Sohn Sattus, er löste zur Zeit Esras seine Mischehe auf                                                                                        |
| Asmawet                                | עַזְמָוֶת ʿazmāwæt                                                         | vllt. „Mawt ist stark“                                                                                 | 2 Sam 23,31 u. ö.  | Bahurimiter, einer der 30 Helden König Davids                                                                                                  |
| Asmawet                                | עַזְמָוֶת ʿazmāwæt                                                         | vllt. „Mawt ist stark“                                                                                 | 1 Chr 8,36         | Sohn Joaddas, aus dem Stamm Benjamin |
| Asmawet                                | עַזְמָוֶת ʿazmāwæt                                                         | vllt. „Mawt ist stark“                                                                                 | 1 Chr 12,3         | Vater Jesiëls und Pelets, vllt. identisch mit dem Bahurimiter                                                                                  |
| Asmawet                                | עַזְמָוֶת ʿazmāwæt                                                         | vllt. „Mawt ist stark“                                                                                 | 1 Chr 27,25        | Sohn Adiëls, ein Vorsteher zu Zeit des Königs Davids, vllt. identisch mit dem Bahurimiter                                                      |
| Asna                                   | אַסְנָה ʾasnâ                                                             | unbekannt                                                                                              | Esr 2,50           | Familienoberhaupt der Heimkehrer aus der babylonischen Gefangenschaft                                                                          |
| Asor                                   | Ἀζώρ Azōr                                                              | vllt. „einer, dem [von Gott] geholfen worden ist“                                                      | Mt 1,13 u. ö.      | Sohn Eljakims, Vater Zadoks, aus dem Stammbaum Jesu, auch Azor                                                                                 |
| Aspata                                 | אַסְפָּתָא ʾaspātāʾ                                                         | „von einem heiligen Pferd gegeben“                                                                     | Est 9,7            | Sohn Hamans |
| Asriël                                 | אַשְׂרִיאֵל ʾaśrîʾēl                                                        | „Freude ist Gott“                                                                                      | Num 26,31 u. ö.    | Stammvater der Asriëliter, Sohn Gileads, Manassit                                                                                              |
| Asriël                                 | עַזְרִיאֵל ʿazrîʾēl                                                        | „[meine] Hilfe ist Gott“                                                                               | 1 Chr 5,24         | Sippenoberhaupt des Stammes Manasse |
| Asriël                                 | עַזְרִיאֵל ʿazrîʾēl                                                        | „[meine] Hilfe ist Gott“                                                                               | 1 Chr 27,19        | Vater Jeremots |
| Asriël                                 | עַזְרִיאֵל ʿazrîʾēl                                                        | „[meine] Hilfe ist Gott“                                                                               | Jer 36,26          | Vater Serajas, zur Zeit des Propheten Jeremia                                                                                                  |
| Asrikam                                | עַזְרִיקָם ʿazrîqām                                                        | „[Gott,] meine Hlfe ist aufgestanden“, „meine Hilfe ist [wieder] erstanden“ oder „Qām ist meine Hilfe“ | 1 Chr 3,23         | Sohn Nearjams, ein Nachkomme des Königs Davids                                                                                                 |
| Asrikam                                | עַזְרִיקָם ʿazrîqām                                                        | „[Gott,] meine Hlfe ist aufgestanden“, „meine Hilfe ist [wieder] erstanden“ oder „Qām ist meine Hilfe“ | 1 Chr 8,38 u. ö.   | Sohn Azels, aus dem Stamm Benjamin |
| Asrikam                                | עַזְרִיקָם ʿazrîqām                                                        | „[Gott,] meine Hlfe ist aufgestanden“, „meine Hilfe ist [wieder] erstanden“ oder „Qām ist meine Hilfe“ | 1 Chr 9,14 u. ö.   | Levit, Vater Haschubs, Sohn Haschabjas |
| Asrikam                                | עַזְרִיקָם ʿazrîqām                                                        | „[Gott,] meine Hlfe ist aufgestanden“, „meine Hilfe ist [wieder] erstanden“ oder „Qām ist meine Hilfe“ | 2 Chr 28,7         | Vorsteher des Königshauses zur Zeit des Königs Ahas von Juda                                                                                   |
| Asser                                  | אָשֵׁר ʾāšēr                                                              | vllt. „glücklich“ oder „Ašir“                                                                          | Gen 30,13 u. ö.    | Sohn Jakobs und Silpas, Magd Leas, auch Ascher                                                                                                 |
| Assir                                  | אַסִּיר ʾāssîr                                                            | unbekannt                                                                                              | Ex 6,24            | Sohn Korachs, Levit |
| Assir                                  | אַסִּיר ʾāssîr                                                            | unbekannt                                                                                              | 1 Chr 6,8          | Korachit |
| Assir                                  | אַסִּיר ʾāssîr                                                            | unbekannt                                                                                              | 1 Chr 6,22         | Levit, Vater Tahats, Sohn Abiasafs |
| Assur                                  | אַשֻּׁר ʾaššur und אַשּׁוּר ʾaššūr                                             | unbekannt                                                                                              | Gen 10,22 u. ö.    | Sohn Sems |
| Astarte                                | עַשׁשְׁתֹרֶת ʿaštōræt                                                        | unbekannt                                                                                              | Ri 2,13 u. ö.      | Göttin der Kanaaniter |
| Asuba                                  | עֲזוּבָה ʿᵃzūḇâ                                                           | „die Verlassene“ oder vllt. „die Unterstützte“                                                         | 1 Kön 22,42 u. ö.  | Ehefrau des Königs Asa von Juda, Mutter des Königs Joschafat von Juda, Tochter Schilhis                                                        |
| Asuba                                  | עֲזוּבָה ʿᵃzūḇâ                                                           | „die Verlassene“ oder vllt. „die Unterstützte“                                                         | 1 Chr 2,18         | Ehefrau des Kaleb |
| Asur                                   | עַזּוּר ʿazzūr und עַזֻּר ʿazzur                                             | „einer, dem [von Gott] geholfen wurde“                                                                 | Neh 10,18          | Oberer zur Zeit Nehemias |
| Asur                                   | עַזּוּר ʿazzūr und עַזֻּר ʿazzur                                             | „einer, dem [von Gott] geholfen wurde“                                                                 | Ez 11,1            | Vater Jaasajas |
| Asur                                   | עַזּוּר ʿazzūr und עַזֻּר ʿazzur                                             | „einer, dem [von Gott] geholfen wurde“                                                                 | Jer 28,1           | Vater des Propheten Hananja |
| Asynkritus                             | Ἀσύγκριτος Asygkritos                                                  | „der Unvergleichliche“                                                                                 | Röm 16,14          | römischer Christ zur Zeit des Paulus |
| Ataja                                  | עֲתָיָה ʿᵃtājâ                                                            | vllt. „JHWH ist zu Hilfe gekommen“ oder „widerspenstig/stark/wild sein“                                | Neh 11,4           | Sohn Usijas |
| Atalja                                 | עֲתַלְיָהוּ ʿᵃtaljāhū und עֲתַלְיָה ʿᵃtaljâ                                     | „JHWH ist Herrscher“ oder „gerecht sein“                                                               | 2 Kön 8,26         | Atalja, Königin von Juda, Ehefrau des Königs Joram von Juda, Mutter des Königs Ahasja von Juda, Tochter des Königs Ahab von Israel             |
| Atalja                                 | עֲתַלְיָה ʿᵃtaljâ                                                          | „JHWH ist Herrscher“ oder „gerecht sein“                                                               | 1 Chr 8,26         | Sohn Jeroams aus dem Stamm Benjamin |
| Atalja                                 | עֲתַלְיָה ʿᵃtaljâ                                                          | „JHWH ist Herrscher“ oder „gerecht sein“                                                               | Esr 8,7            | Vater Jesajas, ein Rückkehrer aus der babylonischen Gefangenschaft zur Zeit Esras                                                              |
| Atara                                  | עֲטָרָה ʿᵃṭārâ                                                            | „Krone“, „Diadem“                                                                                      | 1 Chr 2,26         | Ehefrau des Jerachmeel, Mutter Onams |
| Ater                                   | אָטֵר ʾāṭēr                                                              | „krumm“, „gelähmt“                                                                                     | Esr 2,16 u. ö.     | Familienoberhaupt von Rückkehrern aus der babylonischen Gefangenschaft zur Zeit Esras                                                          |
| Ater                                   | אָטֵר ʾāṭēr                                                              | „krumm“, „gelähmt“                                                                                     | Esr 2,42 u. ö.     | Oberhaupt einer Torhüterfamilie |
| Atlai                                  | עַתְלַי ʿatlaj                                                            | „JHWH ist Herrscher“ oder „gerecht sein“                                                               | Esr 10,28          | Mann zur Zeit Esras, welcher die Mischehe mit einer Ausländerin aufgab                                                                         |
| Attai                                  | עַתַּי ʿattaj                                                             | vllt. „JHWH ist zu Hilfe gekommen“ oder „widerspenstig/stark/wild sein“                                | 1 Chr 2,35 f       | Vater Natans, Sohn Jarhas |
| Attai                                  | עַתַּי ʿattaj                                                             | vllt. „JHWH ist zu Hilfe gekommen“ oder „widerspenstig/stark/wild sein“                                | 1 Chr 12,12        | Gaditer, welcher unter David kämpfte |
| Attai                                  | עַתַּי ʿattaj                                                             | vllt. „JHWH ist zu Hilfe gekommen“ oder „widerspenstig/stark/wild sein“                                | 2 Chr 11,20        | Sohn der Maara und des Königs Rehabeam von Juda                                                                                                |
| Augustus                               | Αὐγοῦστος Augûstos                                                     | „der Erhabene“                                                                                         | Lk 2,1             | römischer Kaiser |
| Azalja                                 | אָצַלְיָהוּ ʾāṣaljāhū                                                       | „JHWH ist vornehm“, „JHWH hat sich als edel erwiesen“                                                  | 2 Kön 22,3 u. ö.   | Vater Schafans, Sohn Meschullams |
| Azel                                   | אָצֵל ʾāṣēl                                                              | „vornehm“ oder „JHWH ist vornehm“                                                                      | 1 Chr 8,37         | Sohn Alasas, aus dem Stamm Benjamin |
| Azor                                   | Ἀζώρ Azōr                                                              | vllt. „einer, dem [von Gott] geholfen worden ist“                                                      | Mt 1,13 u. ö.      | Sohn Eljakims, Vater Zadoks, aus dem Stammbaum Jesu, auch Asor                                                                                 |